# Hippie
Vous lisez un « bon article » labellisé en 2010.
Pour les articles homonymes, voir Hippie (homonymie).

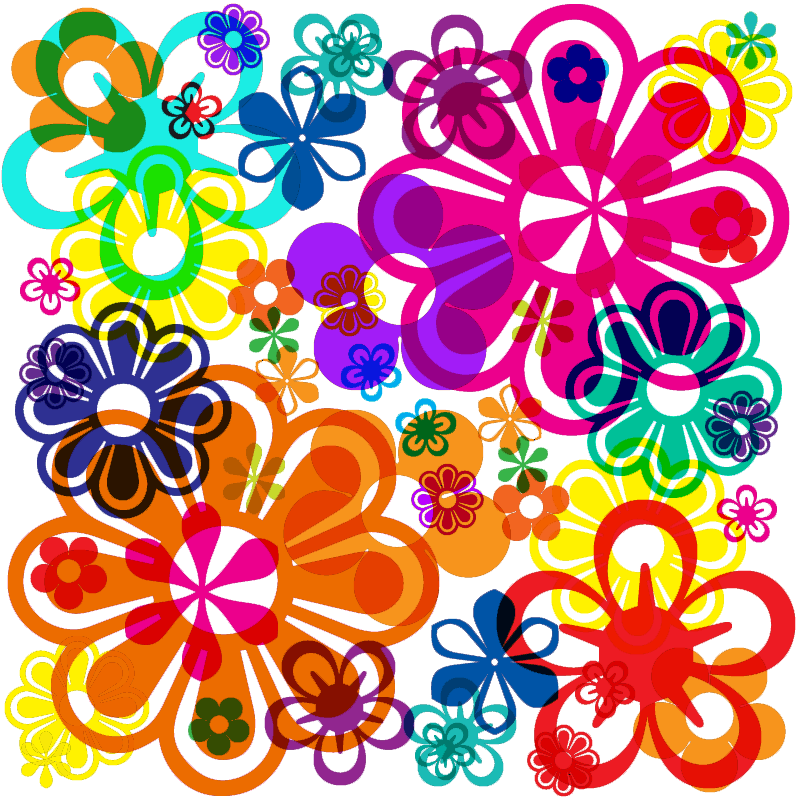
Composition psychédélique.

Le mouvement hippie, également appelé en France mouvement baba-cool, est un courant de contre-culture apparu dans les années 1960 aux États-Unis, avant de se diffuser dans le reste du monde occidental. Les hippies, issus en grande partie de la jeunesse nombreuse du baby boom de l'après-guerre, rejetaient les valeurs traditionnelles, le mode de vie de la génération de leurs parents, en majorité des classes moyennes, et la société de consommation. L'épicentre du mouvement se trouvait à San Francisco, théâtre du Summer of Love de l'été 1967.
Le désir de s'émanciper de la culture occidentale et de s'ouvrir à d'autres cultures, dont celles des Amérindiens, pour accéder à la fois à une nouvelle compréhension du monde et à de nouveaux modes de vie et d'expression artistique les mena à expérimenter les perceptions sensorielles et les états de conscience modifiés du psychédélisme. Dans leurs communautés, ils espéraient vivre librement, dans des rapports humains qu'ils voulaient plus authentiques et non possessifs. En rupture avec les normes des générations précédentes, le mouvement a eu une influence culturelle majeure, en particulier dans le domaine musical. La diffusion d'une partie des valeurs issues de ce courant a accéléré l'évolution des mœurs de la société occidentale dans son ensemble, même si le mouvement lui-même a perdu progressivement de son ampleur.

## Définition
Le lexicographe Jesse Sheidlower, principal éditeur américain de l’Oxford English Dictionary, considère que les termes hipster et hippie dérivent du mot hip, dont l'origine est floue. Cependant, selon lui, le terme hippie trouverait son origine dans un vocable africain hip, dérivé du terme wolof hipi signifiant « ouvrir les yeux », également repris dans le mot afro-américain hipster, forgé par Harry Gibson en 1940 et désignant les amateurs blancs de jazz  bebop des années 1940. Il pourrait être également un jeu de mots avec hype signifiant « décontracté, branché, dans le coup ». Comme le hipster, le hippie se montre « cool ».
Selon Malcolm X, dans son autobiographie publiée en 1964, le mot hippie était utilisé dans les années 1940 dans le quartier noir de Harlem pour désigner un certain type de blancs qui se comportaient comme « plus nègres que les nègres »

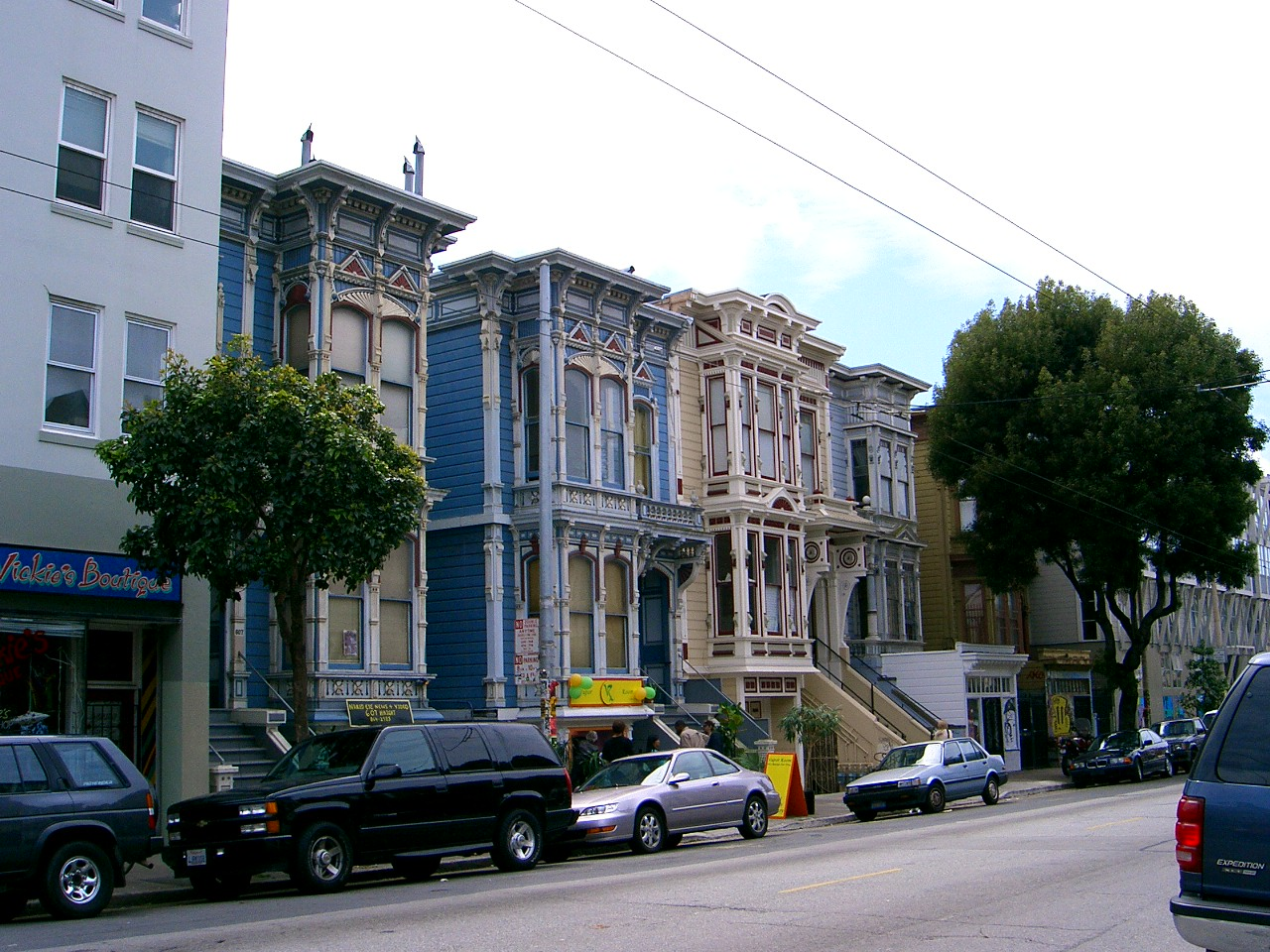
Haight-Ashbury, ancien quartier hippie de San Francisco, aux États-Unis.

Une origine connexe du terme parfois donnée est une dérivation de l'acronyme H.I.P., faisant référence au Haight-Ashbury Independent Property, une association de bailleurs et de commerçants de ce quartier, plus bienveillante que la Haight-Ashbury Merchants Association, mais aussi inquiète de la mauvaise réputation qui menaçait le quartier, et qui s'organisa en conséquence pour faire campagne afin d'en préserver l'attractivité commerciale et locative au moment de l'affluence déjà observable dans un quartier voisin, de beatniks, alors très vite rebaptisés hippies, et constituant l'essentiel de leur clientèle,. Ironie du sort, c'est sous ce nom qu'ils se firent connaître dans le monde entier.
D'autre part la première occurrence du mot dans les médias, antérieure à cette époque, semble être trouvée dans un numéro du Time de 1958 « Le personnage Beat central qui apparaît involontairement est un psychopathe moderne. Le hippie abhorre la vie de famille et les relations suivies.... », suivi par multiples autres dont Time de novembre 1964 évoquant l'usage de drogue d'un jeune homme de 20 ans qui avait fait scandale. C'est ce magazine qui selon l'historien Ronald Creagh « fixe l'épicentre du mouvement dans le quartier de Haight-Ashbury » et le San Francisco Chronicle qui annonce en 1967 en page une que cent mille hippies vont envahir San Francisco pendant l'été à venir en réponse à l'appel de leaders du mouvement.
Cependant, les hippies n'utilisaient pas ce terme pour se désigner eux-mêmes, l'acteur américain Peter Coyote qui fut un des créateurs des Diggers en 1966 (groupe de services gratuits, nourriture, soins médicaux, etc.) déclare : « On ne s'est jamais appelé hippies, c'est un mot qui a été créé par Herb Caen, chroniqueur au San Francisco Chronicle, pour nous infantiliser ». Après avoir été les hipsters, ou les diggers, ils se disaient plutôt flower children (« enfants fleurs »), beautiful people (« belles personnes » ou « le peuple superbe »), ou plus ironiquement freaks ou heads voire acid heads (respectivement : « monstres », « têtes » ou encore « têtes à l'acide »). Dans son ouvrage Oh, hippie days ! Carnets américains 1966-1969, le journaliste français Alain Dister écrit : « les hippies n'ont jamais existé. »
De manière générale, les hippies contestaient le matérialisme et le consumérisme croissant des sociétés occidentales ainsi que tout ce qui y était lié. Ils rejetaient en particulier les valeurs associées au travail, à l'ambition et à la réussite professionnelle et le primat des biens technologiques sur les biens traditionnels. Ils aspiraient à une sorte de fraternité universelle pour laquelle ils espéraient trouver idées et pratiques dans des sociétés traditionnelles. Ce complexe idéologique, essentiellement constitué en une praxis, n'a pas réellement été théorisé et n'a jamais fait l'objet d'une homogénéité pratique parmi les hippies.
Beaucoup étaient des étudiants de la classe moyenne, issus de la génération nombreuse du baby-boom de l'après-guerre. Jack Weinberg, membre du « Free Speech Movement » dans les années 1960, était l'auteur de la célèbre phrase : « Ne faites pas confiance à quelqu'un de plus de trente ans » qui traduisait sans équivoque la volonté de se distancer de la génération précédente.

## Histoire

### Précurseurs

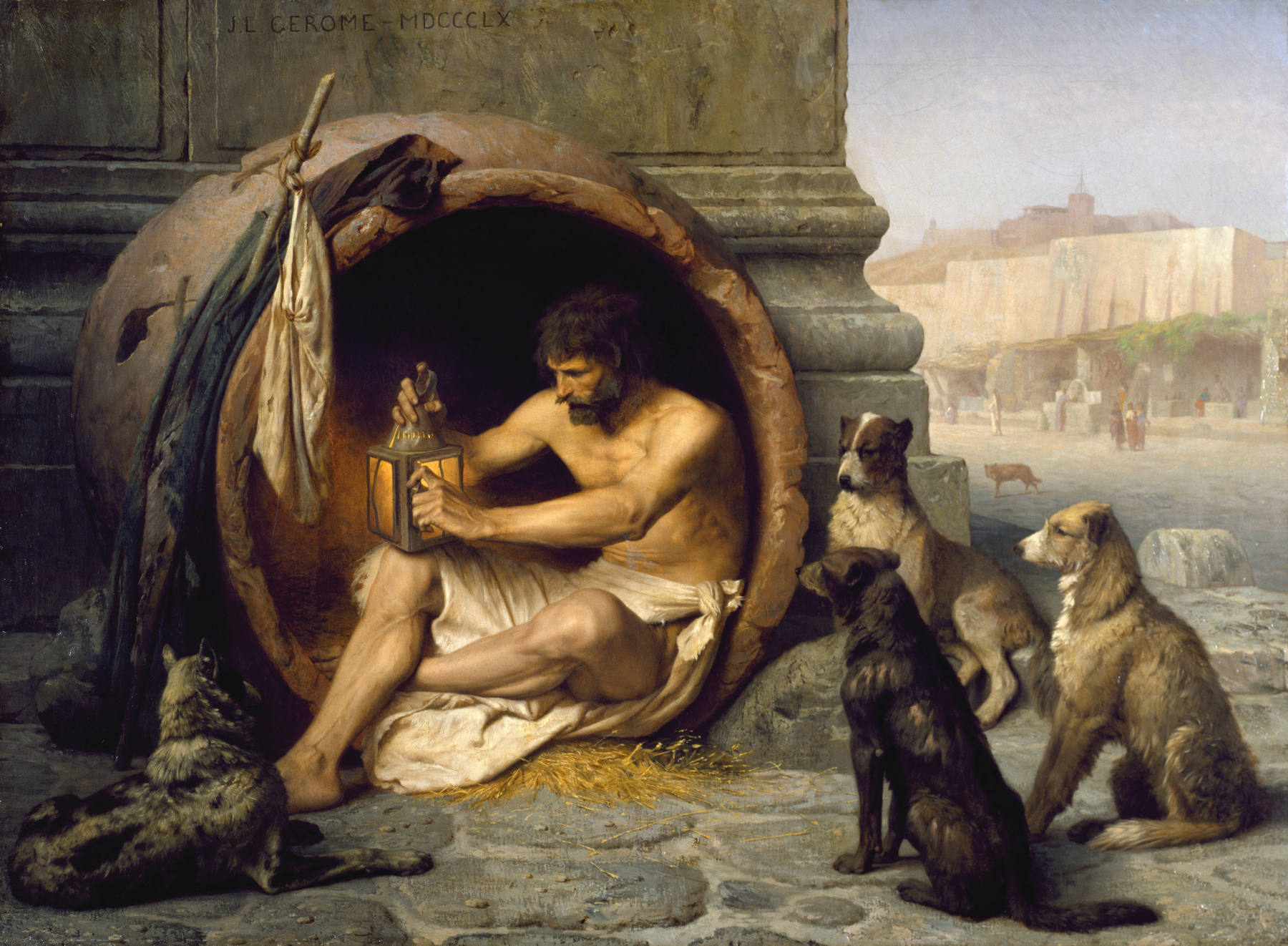
Diogène de Sinope, le premier véritable cynique, est parfois présenté comme un précurseur de la philosophie hippie (toile de Jean-Léon Gérôme, 1860).

Même si le mouvement hippie à proprement parler naît véritablement aux États-Unis au début des années 1960, il a des similitudes avec des mouvements d'idées très anciens, telles les philosophies cyniques, celle du Grec Diogène de Sinope, du IVe siècle av. J.-C., tel l'amour libre du mazdakisme iranien du VIe siècle, voire telles les idées de Jean-Jacques Rousseau au XVIIIe siècle.
Mais les prémices les plus claires se manifestent au XIXe siècle. La Désobéissance civile (1849), œuvre de Henry David Thoreau théorisant un radicalisme qui refuse l'autorité de l'État est une référence pour les pacifistes des années soixante[citation nécessaire]. Walden ou la Vie dans les bois, pamphlet contre le monde occidental et roman du retour à la nature et de la conscience environnementale publié un peu plus tard, en 1854, par le même, est une référence pour la pensée écologiste des années soixante. Les milieux de la contre-culture incluent ainsi d’avides lecteurs de Thoreau.
En Allemagne, dès 1896, la Lebensreform, inspirée du paganisme ancien, avec ses wandervogel et ses naturmenschen (hommes de la nature), précède les hippies de plusieurs décennies. Adolf Just ouvre son sanatorium Jungborn en 1896 au pied des montagnes du Harz et publie la même année son livre best-seller intitulé Retourner à la nature !, qui devient le modèle des « enfants de la nature » la même année. Les photographies de l’époque, si elles n’étaient pas en noir et blanc, pourraient donner l’impression d’avoir été prises dans une communauté hippie des années 1960 aux États-Unis.
En 1906, un immigrant allemand, William Pester, s'installe à Palm Canyon en Californie dans une hutte pour vivre un mode de vie en tout point identique à celui qui allait surgir au sein de la société américaine soixante ans plus tard. Un autre Allemand, Maximilian Sikinger, s'installe à Santa Monica Mountains à partir de 1935 pour inspirer les Américains à devenir des « nature boys » (des « garçons de la nature ») et est très actif au sein du mouvement hippie des années 1960.
Les précurseurs directs des hippies sont les membres du mouvement littéraire de la Beat generation, des années 1950 dont les figures emblématiques Jack Kerouac, Allen Ginsberg et dans une moindre mesure William Burroughs furent des références pour le mouvement hippie.
Le mouvement hippie est considéré par l'historien de l'anarchisme Ronald Creagh comme la dernière résurgence spectaculaire du socialisme utopique, caractérisée par une volonté de transformation de la société non pas par une révolution politique ou une action réformiste impulsée par l'État, mais par la création d'une contre-société socialiste au sein même du système capitaliste, en mettant en place des communautés idéales plus ou moins libertaires. Cette filiation est par ailleurs revendiquée par certains d'entre eux,, comme les Diggers de San Francisco dont le nom est une référence à un collectif de squatteurs du XVIIe siècle.

### Débuts aux États-Unis

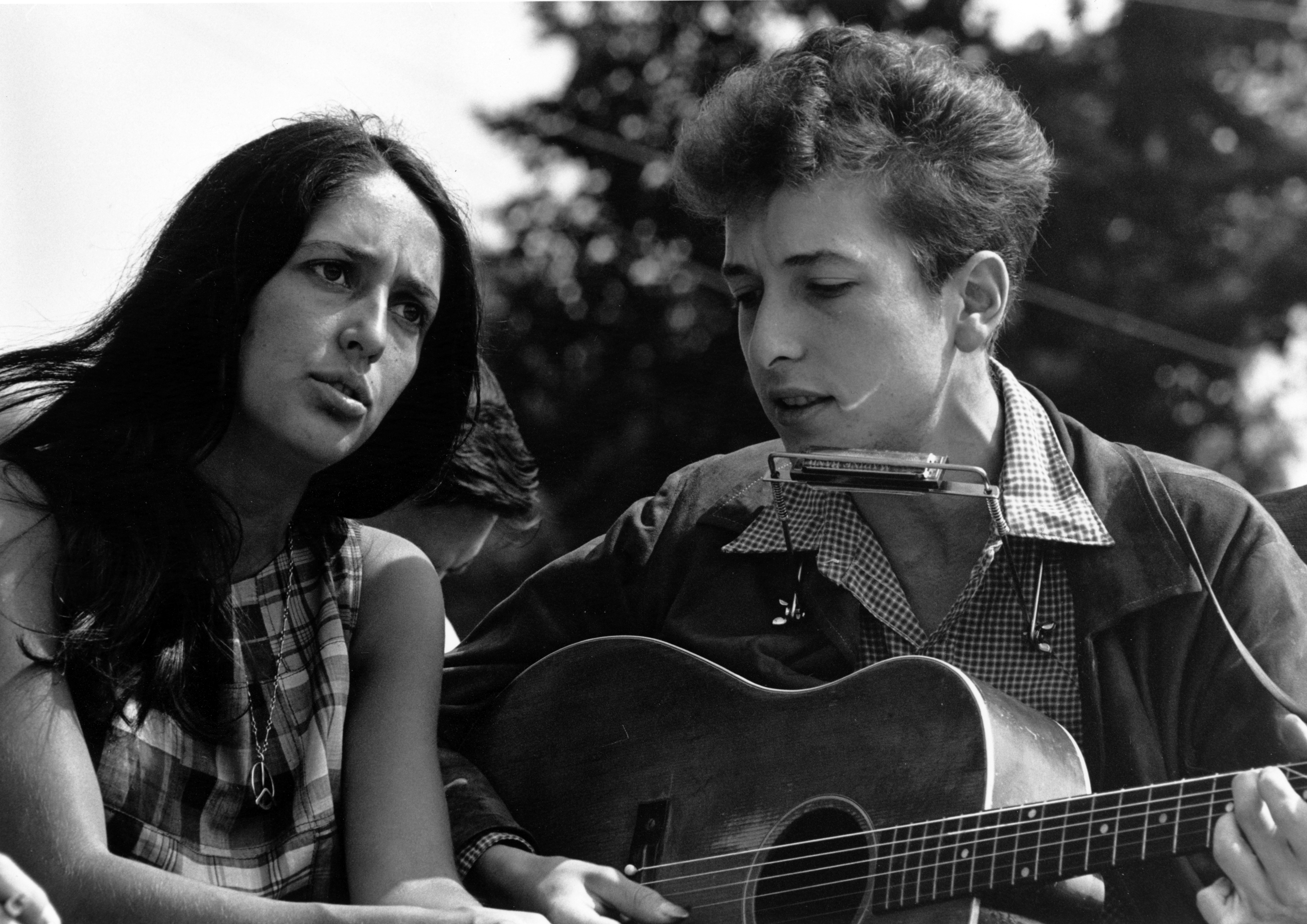
Joan Baez et Bob Dylan à la Marche vers Washington pour le travail et la liberté en 1963.

Les débuts du mouvement se situent autour de l'année 1965 aux États-Unis. C'est en tout cas là que les journaux et magazines de l'époque commencent à utiliser le terme « hippie » et que des prises de position plus affirmées contre le gouvernement commencent à apparaître en opposition au tournant dans la guerre du Viêt Nam qui provoque des réactions de plus en plus vives depuis 1964, le tout dans un contexte de contestation et de refus de l'ordre établi. Les manifestations contre la guerre du Viêt Nam d'une part et les émeutes des Noirs dans les grandes villes américaines d'autre part fédèrent en effet une partie de plus en plus grande de la jeunesse. Et cette génération, née juste après la Seconde Guerre mondiale, rejette de plus en plus l'« American way of life » et son conformisme, la soumission au pouvoir et aux canons sociaux. Elle cherche à fuir la société de consommation en mettant en avant des valeurs écologistes et égalitaires inspirées des philosophies orientales.
Beaucoup des aspirations hippies sont héritées des écrivains de la Beat Generation, également considérés comme des précurseurs du mouvement car eux aussi expriment une rupture avec la société de production de masse et de consommation. Ils menaient une vie libérée, faite de déplacements constants. Sur la route (On the Road, 1957) est un livre emblématique de cette quête et le reste pour les hippies, bien que Kerouac se désintéresse des hippies. Allen Ginsberg en revanche en est proche, et inspire entre autres Bob Dylan. Gary Snyder, au travers de ses écrits et de son expérience personnelle, contribue grandement à la promotion des philosophies orientales et bouddhistes qui ne sont pas encore populaires à cette époque.

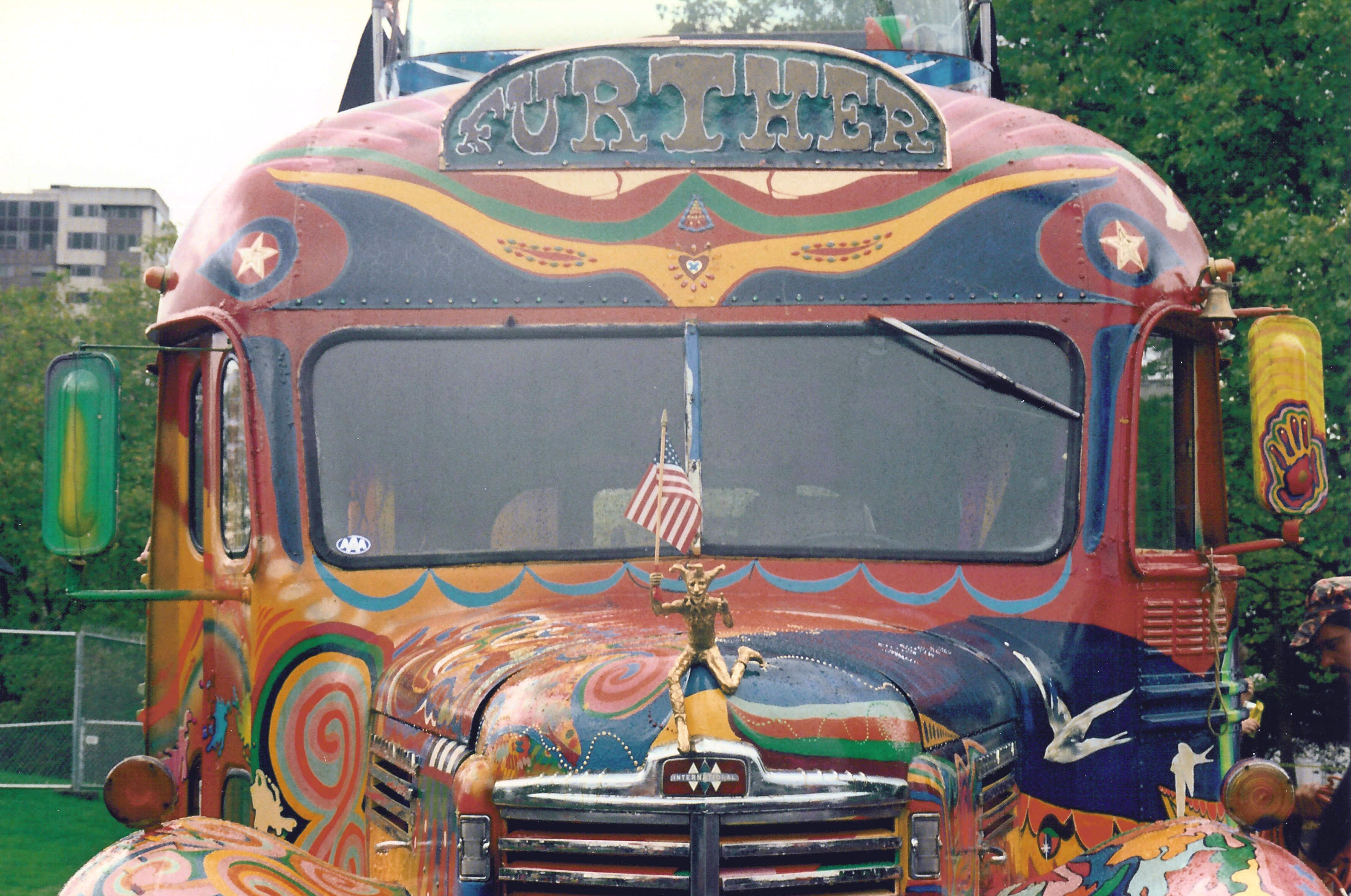
Further, le bus des Merry Pranksters.

À l'idéal d'une vie centrée sur la liberté, une sexualité sans tabou et la musique, les hippies ajoutent le psychédélisme et sa recherche de nouvelles perceptions par l'usage de drogues. Timothy Leary, par sa formule « turn on, tune in, drop out », prône la révolution psychédélique par le LSD — à cette époque encore légal —.
De leur côté, l'écrivain Ken Kesey et ses Merry Pranksters, installés dans sa villa des environs de San Francisco depuis 1962, où ils organisent de fréquentes fêtes arrosées de LSD, alors légal, entreprennent de traverser les États-Unis jusqu'à New-York dans un bus décoré par leurs soins en continuant à organiser des acid tests sur leur trajet sonorisé par des enregistrements du rock psychédélique des Grateful Dead. La médiatisation de ce périple accélère la croissance de communautés psychédélique à Haight-Ashbury (San Francisco) et à Greenwich Village (New-York city) . À San Francisco, où, à partir de 1965, de nombreux hippies commencent à s'installer, les diggers, assurent le ravitaillement des hippies désargentés, en récupérant des surplus de la ville, et en distribuant gratuitement nourriture, soins et psychédéliques.
L'essor des communautés hippies, leur consommation de drogues, et l'attrait qu'elles exercent sur les mineurs en fugue finit par inquiéter les autorités californiennes. La Californie interdit l'usage du LSD le 6 octobre 1966, et est rapidement suivie par le reste du pays. L'image populaire du LSD change et devient celle d'un produit dangereux.

### Summer of Love

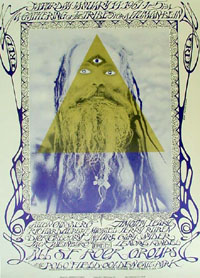
L’affiche de l’Human Be-In par Michael Bowen.

En 1967, de grandes réunions ou love-in (ou be-in également) et des concerts gratuits sont organisés au Golden Gate Park, à proximité de Haight-Ashbury. Le happening géant du Human Be-In du 14 janvier de cette année-là, est considéré avec le recul comme un instant de grâce du mouvement, rassemblant des centaines de personnes, issues des différentes « tribus » de la contre-culture de l'époque, venues lire de la poésie, être ensemble et écouter la musique de groupes comme les Grateful Dead, Jefferson Airplane ou Country Joe and the Fish. Au coucher du soleil, la foule se dirigea vers la plage pour y passer la soirée. Au même moment, la police profite de l'absence des habitants de Haight-Ashbury pour y arrêter cinquante personnes, ce qui est le début d'une période de traque aux dealers de drogues douces.
Des étudiants des colleges (les universités) et high schools (les lycées) commencèrent à arriver sur place durant leurs vacances de printemps 1967. Bien que les dirigeants de la municipalité aient été déterminés à arrêter l'afflux futur de jeunes gens pour les vacances dété, ils attirent malgré eux l’attention sur l'attraction qu'exerce la ville. Une série d'articles d'actualité dans les journaux locaux alerte les médias nationaux sur le mouvement hippie grandissant et sont repris par eux. Certains membres de la communauté de Haight Ashbury y répondent en formant le Council of the Summer of Love, donnant ainsi un nom officiel à un mouvement créé par le bouche-à-oreille.
L'événement de l'été est le festival international de musique pop de Monterey qui rassemble 200 000 personnes du 16 au 18 juin 1967 et où Jimi Hendrix et The Who jouent pour la première fois aux États-Unis. L'évolution personnelle et artistique des Beatles à cette époque joue également un rôle dans la portée du Summer of Love : All You Need Is Love, écoutée dans le monde entier, insiste sur les idéaux d'amour, de paix et d'unité véhiculés par la contre-culture. L'album Sgt. Pepper's Lonely Hearts Club Band, sorti en juin 1967, synthétise par ses influences psychédéliques, l'usage des instruments indiens, sa pochette aux couleurs vives, l'essence même du Summer of Love.
Durant l'été 1967, pas moins de 100 000 jeunes originaires du monde entier convergent dans le quartier d'Haight-Ashbury de San Francisco, à Berkeley, et dans d'autres villes de la région, pour se joindre à l'expérience hippie.
Haight-Ashbury est alors victime de son succès et tandis que des hippies, de plus en plus jeunes, continuent d'affluer, les drogues dures y font leur apparition et les descentes de police se multiplient. Les hippies estiment alors leur nombre à 300 000 dans tout le pays.

### Révoltes de 1968
Pendant la fin des années 1960, le mouvement hippie est encore peu présent en Europe continentale. Il commence à s'introduire par le biais de la musique. En France, les relais du courant hippie sont le magazine Rock & Folk créé en 1966 ainsi que les émissions de radio le Pop Club créé en 1965 sur France Inter, animé par José Arthur et Patrice Blanc-Francard et Campus sur Europe Nº 1, animé par Michel Lancelot de 1968 à 1972 et. Le magazine Actuel, la référence du mouvement en France, est créé en 1970. Les propos d'un jeune hippie français de ces années-là, recueillis par Bernard Plossu, ne sont pas différents de ceux d'outre-Atlantique : 

« Ainsi vont les choses dans nos sociétés dites de consommation : passée l’adolescence, âge irrécupérable mais dont on sait qu’il n’a qu’un temps, une certaine image de vous-même vous attend, tirée d’ailleurs à plusieurs millions d’exemplaires ; elle vous guette d’autant plus tôt que votre famille ne dispose pas des ressources financières qui, quelques années encore, vous garantiraient le droit à l’irresponsabilité. Gare à vous si vous ne marchez pas ensuite. On vous culpabilisera d’abord ; quelques bonnes lois feront le reste. »

Alors qu'aux États-Unis, sous l'influence d'activistes comme Jerry Rubin et Abbie Hoffman, une partie du mouvement hippie se radicalise en mouvement Yippie et parle de révolution, dans de nombreux autres pays du monde, la fin des années 1960 voient également fleurir une contestation de l'ordre établi plus vaste et plus violente que celle prônée par les hippies.
Ainsi, en Europe, alors que la proportion de la population née après 1945 dépasse 25 %, les dirigeants sont soit issus des mouvements de résistance aux occupants allemands soit comme en Allemagne suspectés d'avoir fait partie de l'administration nazie, voire pire.

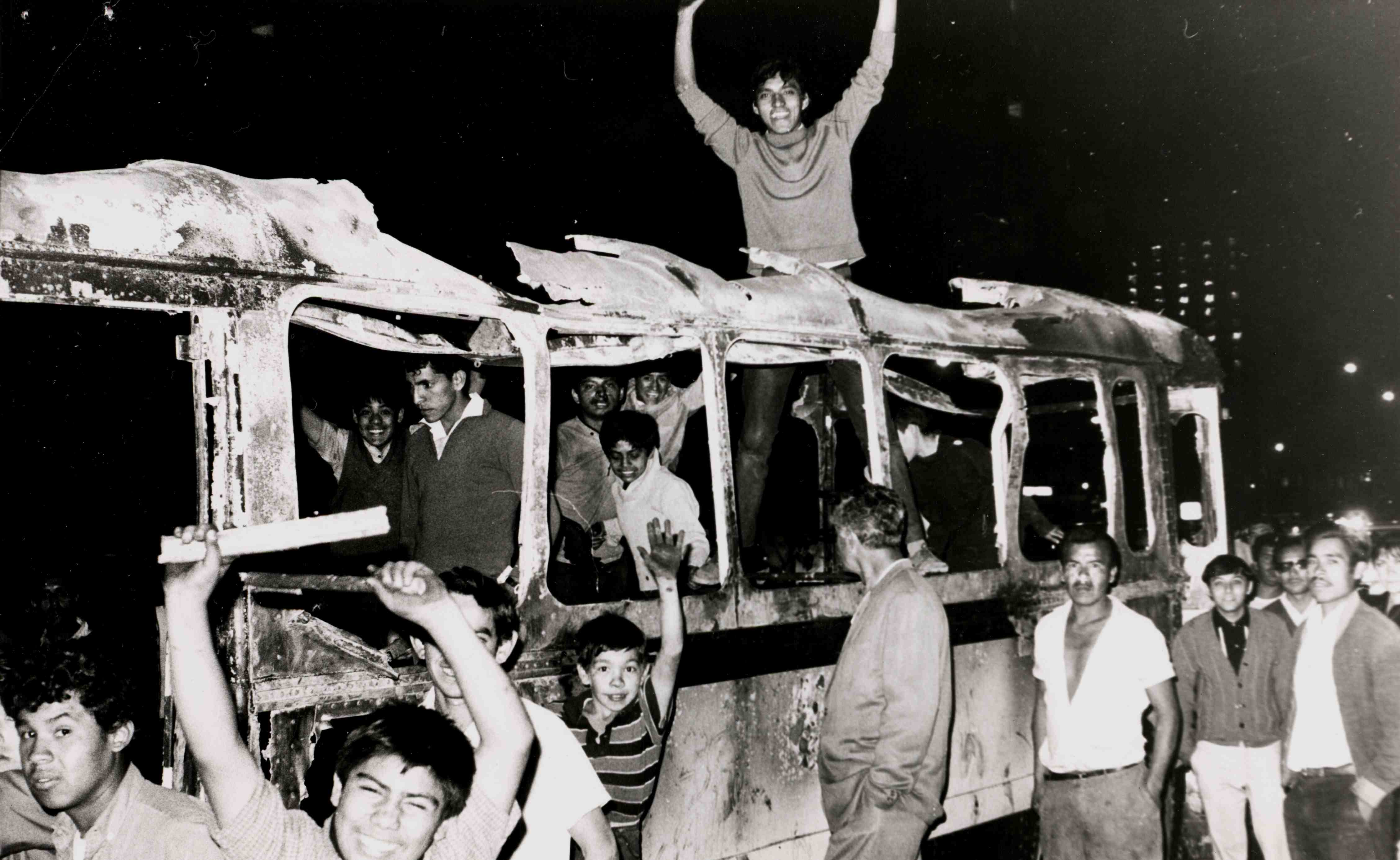
Les manifestations étudiantes au Mexique finissent par le massacre de Tlatelolco en 1968.

Aux Pays-Bas, les provos d'Amsterdam se font remarquer en organisant des manifestations lors du mariage de la reine Beatrix avec Claus von Amsberg, ancien membre des Jeunesses hitlériennes. Ce mouvement de gauche prône la gratuité et invite chacun à peindre son vélo en blanc et à le laisser à la libre disposition des habitants. Plus provocateurs, plus politisés et militants que les hippies, ils sont parfois crédités des changements survenus à cette époque en Europe. Pour Daniel Cohn-Bendit, « sans les provos et l'exemple qu'ils ont donné aux jeunes des autres pays, l'Europe d'aujourd'hui ne serait pas ce qu'elle est devenue ».
En France, les situationnistes prônent l'autogestion et la révolution de la vie quotidienne, projet libertaire et hédoniste résumé par ce slogan : « Vivre sans temps mort et jouir sans entraves ».
L'année 1968 est marquée, dans un contexte d'ébullition générale de part et d’autre du Rideau de fer, par l'explosion de ces mouvements de révolte dans les milieux étudiants et ouvriers d'un grand nombre de pays, notamment en Allemagne, en France, en Italie, aux États-Unis, au Japon, au Mexique et au Brésil ainsi que dans la Tchécoslovaquie du printemps de Prague.
En France, mai 1968 voit se déployer une contestation de toutes les formes d'autorité. Une partie active du mouvement lycéen et étudiant revendique notamment la « libéralisation des mœurs » et, au-delà, conteste la « vieille Université », la société de consommation, le capitalisme et la plupart des institutions et valeurs traditionnelles. Si ces revendications sont proches des siennes, l'ouvriérisme et les arguments liés à la « lutte des classes » sont en revanche étrangers à la contre-culture hippie qui se situe plus dans ce qu'Edgar Morin appelle un « gauchisme existentiel » visant à changer la vie quotidienne plus que le système politique.
Répondant à ces contestations violentes, le retour à l'ordre est brutal, et certains militants basculent dans l'action armée. D'autres renoncent à changer la société et adoptent les principes hippie, expliquant que « le personnel est politique » ; certains partent sur la route ou rejoignent des communautés hors des villes.
C'est à partir de 1968, que de jeunes européens prennent la route, d'abord vers Ibiza, et vers Amsterdam, qui devient la capitale européenne des hippies (C'est là que Yoko Ono et John Lennon organisent en 1969 le premier « Bed-in for Peace ».) puis vers l'Inde et le Népal.
C'est après le massacre de Tlateloco en 1968 que nait le mouvement hippie mexicain, les Jipitecas.

### Apogée du mouvement
En août 1969 a lieu le festival de Woodstock, un festival de musique et un rassemblement emblématique de la culture hippie, à Bethel,sur les terres du fermier Max Yasgur, à une soixantaine de kilomètres de Woodstock dans l'État de New York.

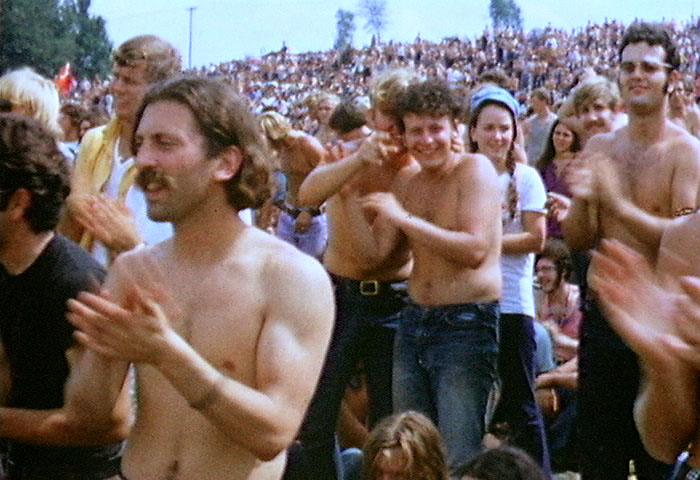
La foule au festival de Woodstock.

Organisé pour se dérouler du 15 août 1969 au 17 août 1969 et rassembler 50 000 spectateurs, il en accueille finalement plus de 500 000, et beaucoup de spectateurs ne paient pas leur place ; il se poursuit un jour de plus que prévu, soit jusqu'au 18 août 1969 au matin. Le festival propose les concerts de 32 groupes et solistes de musiques pop, folk, rock, soul et blues. C'est durant ce festival que Jimi Hendrix interprète l'hymne américain à la guitare électrique.
En dépit d'orages et d'une organisation totalement dépassée par les évènements, le festival reste dans les mémoires comme un moment exceptionnel, épargné par toute violence, et devient un mythe. Joe Cocker sort de scène sur ces mots : « Aucun de ceux qui étaient ici n'aura plus jamais besoin de se sentir seul » et quarante ans plus tard, Arlo Guthrie évoque encore son « sentiment d’avoir retrouvé foi en l’individu ».
Une semaine plus tard, le festival de l'île de Wight, avec Bob Dylan en vedette et 250 000 spectateurs, connait une ampleur comparable.
Contrairement aux États-Unis et à l'Angleterre, les grands festivals rock n'ont pas en France le même caractère rassembleur. En 1967, le premier spectacle psychédélique à Paris, La Fenêtre rose, n'attire que peu de monde. Le premier festival français, refusé par plusieurs municipalités françaises, a finalement lieu à Amougies, en Belgique, fin 1969. En 1971, un festival gratuit est organisé à Auvers-sur-Oise, mais s'il ressemblait bien à celui de Woodstock à cause de la pluie et de la boue, il est finalement stoppé pendant la nuit à cause de divers problèmes techniques alors que 20 000 personnes y sont rassemblées.
De nombreux hippies sont présents lors des grands rassemblements du Rajal del Guorp sur le plateau du Larzac du 25 et 26 août 1973 et du 17 et 18 août 1974 qui rassemblent chacun quelque 100 000 participants, ainsi que la marche vers Paris du 2 décembre 1978 qui rassemble à l'arrivée 40 000 manifestants. Ces rassemblements sont liés à une résistance de paysans du Larzac contre une vaste expropriation de leurs terres et différent en cela des festivals. Ils ont séduit les hippies car ils sont centrés, selon eux, autour des thèmes du pacifisme, de l'émancipation sexuelle et du retour à la terre. José Bové en a parlé comme d'un « Woodstock français ».
Les festivals de Nambassa en Nouvelle-Zélande ont rassemblé des dizaines de milliers de personnes entre 1976 et 1981.

### Réactions
Les révoltes contre l'ordre établi ont également des conséquences sur le mouvement hippie. Outre les poursuites pour usages ou possessions de drogues, des condamnations pour outrage aux mœurs répondent à leurs provocations en ce domaine.
Aux États-Unis, des personnalités hippies faisaient scandale, comme Grace Slick réputée « capable de tout », comme de chanter les seins nus plutôt que mouiller ses vêtements quand il pleut, lever le poing avec les Black Panthers, ou d'amener du LSD lors d'une invitation à la Maison-Blanche,. Jim Morisson pour le même genre « d'outrage aux bonnes mœurs » et « d'exhibition indécente » est condamné en 1970 à huit mois de prison ferme. Les communautés hippies plus anonymes connaissent aussi diverses tracasseries, qu'elles soient ou non des squats.
La « société de consommation » tant décriée des hippies s'accommode en revanche fort bien de ce mouvement qu'elle exploite comme une mode. Les productions décrivant la vie de hippies font des succès commerciaux, comme la comédie musicale Hair. Les majors étaient largement présents à Woodstock ; le film du festival fut présenté à Cannes, et les idoles pop connurent la gloire à Hollywood. Cette utilisation commerciale est vue par les hippies comme contraire à leurs idéaux ; dès le festival de Monterey, Grateful Dead la refusait en ces termes : « Personne ne sait exactement comment, mais nous savons par expérience que quelqu'un, quelque part, va gagner de l'argent avec toute cette musique gratuite et tout cet amour libre […] ».
En France, après avoir moqué les « cheveux longs, idées courtes » Johnny Hallyday lui-même s'affiche un temps en look hippie pour chanter Jésus Christ est un hippie et « San Francisco », adaptée de Scott McKenzie.

### Déclin

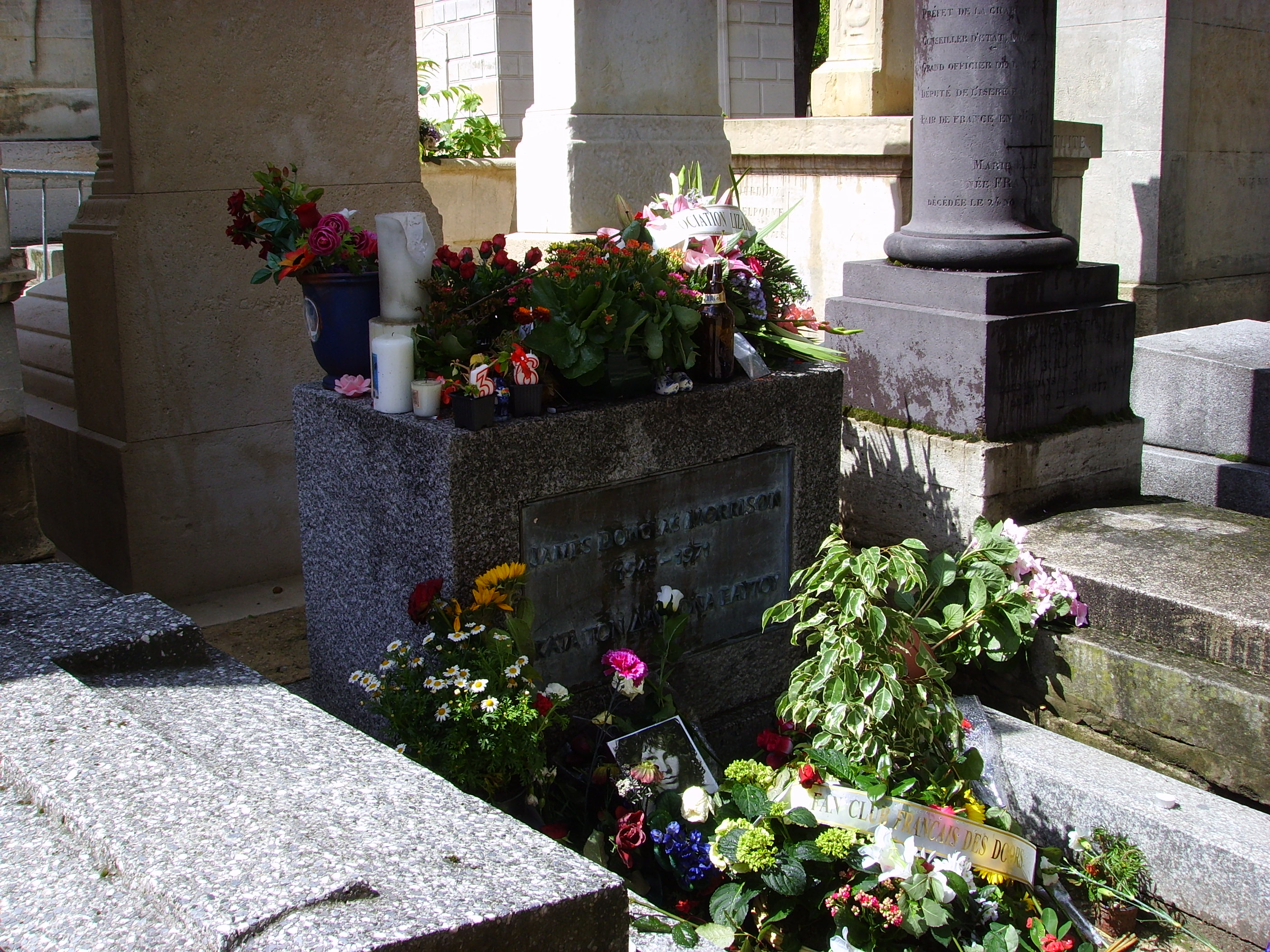
Sur la tombe de Jim Morrison, au cimetière du Père-Lachaise à Paris, une inscription en grec, ΚΑΤΑ ΤΟΝ ΔΑΙΜΟΝΑ ΕΑΥΤΟΥ, traduite par « fidèle à ses démons » ou « fidèle à son esprit ».

À la même époque, après avoir adopté un certain style de vie hippie en 1967, Charles Manson et sa « famille » se livrent le 9 août 1969 au massacre que l'on sait dans une villa de Los Angeles, dont l'assassinat de Sharon Tate. Cela, et d'autres assassinats similaires porte un coup fatal à l'image « Peace and Love » du mouvement. L'Amérique est choquée et une bonne partie des jeunes hippies eux-mêmes commencent à prendre leurs distances, sans pour autant que le mouvement disparaisse tout à fait.
Le concert gratuit des Rolling Stones à Altamont en décembre 1969, qui se voudrait un second Woodstock, moins de quatre mois après celui-ci, rassemble 300 000 personnes à l'est de San Francisco. Tout aussi mal organisé que Woodstock, il connait contrairement au premier un déroulement catastrophique : le service d'ordre a été confié aux Hells Angels comme au temps de certains concerts de Grateful Dead. Ils déclenchent des bagarres avec des spectateurs et poignardent l'un d'eux, Meredith Hunter, un jeune homme de 18 ans, qui aurait pointé un revolver en direction de Mick Jagger.
Le passage aux « drogues dures » et la mort de Jimi Hendrix, de Janis Joplin, puis de Jim Morrison, à la suite d'abus d'alcool, de médicaments ou par overdose, contribuent grandement à l'impression de chute. Neil Young écrit The Needle and the Damage Done (L'Aiguille et les dommages causés) pour évoquer, tardivement, le problème.
Avec la fin de la guerre du Viêt Nam en 1975, les médias perdent leur intérêt pour les hippies. Ils sont plus tard désignés en France par le terme de « baba cool ».
Pour autant, la fin du mouvement hippie n'est datée avec précision par personne. Certains pensent l'avoir vue dès 1967, d'autres à la fin des années 1970.

## Contre-culture hippie

### Refus de l'autorité

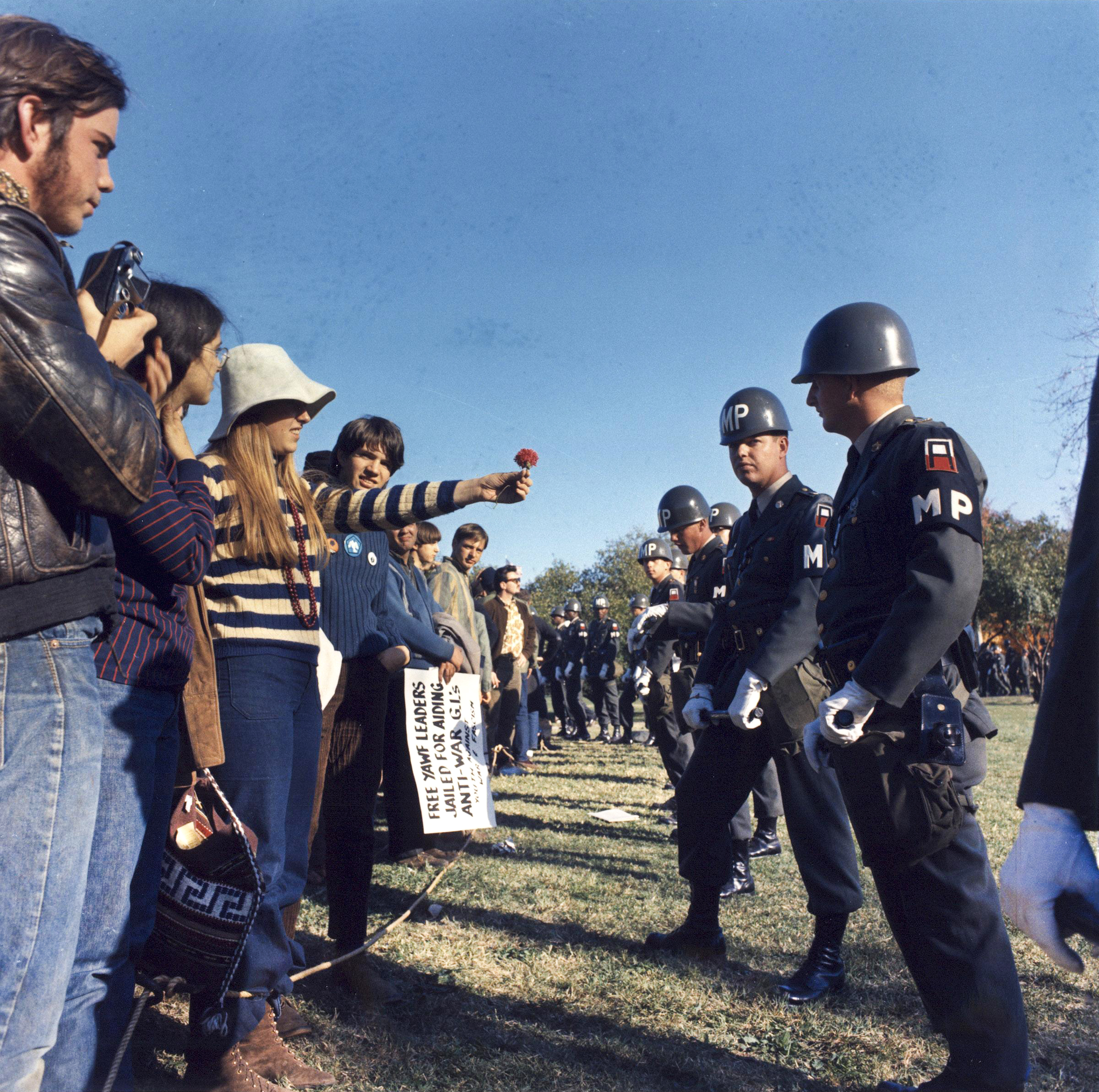
Le 21 octobre 1967, lors de la grande marche sur le Pentagone pour protester contre la guerre du Viêt Nam, une manifestante offre une fleur à un militaire.

Les hippies remettaient en cause toute idée d'autorité, et en premier lieu l'autorité parentale, et tout ce qui en découlait : toute domination de l'un sur l'autre. Cherchant à établir d'autres rapports avec leurs propres enfants, les hippies adoptèrent les pédagogies anti-autoritaires ; dans les communautés naquirent des « écoles sauvages » ou « écoles parallèles », et le livre d'A. S. Neill Libres enfants de Summerhill, traduit en français en 1971, fut un succès pendant toute la décennie.
Ils refusaient bien sûr les violences policières. Le mot « pigs » (« porcs ») était régulièrement utilisé à l'encontre des forces de l'ordre aux États-Unis.
Ils n'avaient pas le désir de participer aux conflits sociaux, contrairement aux rébellions des générations précédentes, comme celles des wobblies ou des activistes de la nouvelle gauche américaine. Bien que très critiques, ils étaient perçus comme ne proposant pas d'alternative à la société et obéissant plutôt au mot d'ordre « faites ce que vous voulez faire et ne vous préoccupez pas de ce que les autres en pensent » (« do your own thing and never mind what everyone else thinks »).
Selon Chuck Hollander, expert en drogues pour la National Student Association au début des années 1960, « S'il existait un code hippie, on pourrait le présenter ainsi : faites ce que vous avez envie de faire, où vous le voulez et quand vous le voulez. Lâchez la société que vous avez connue. Explosez l'esprit de toutes les personnes rigides que vous rencontrez, branchez-les, sinon par la drogue, au moins par la beauté, l'amour, l'honnêteté et la rigolade ».
Pour les hippies, la révolution de la vie privée passait avant la lutte pour la réforme de la société ; ils considéraient que les politiciens, fussent-ils « de gauche », étaient avant tout des straight, des « réacs », des conformistes. Les yippies sont des représentants notoires de cette prise de position anti-politique. Un de leurs fondateurs, Jerry Rubin, initiateur de manifestations contre la guerre du Viêt Nam, fut arrêté et condamné pour conspiration et incitation à l'émeute, il écrivit en particulier Do it! scénarios de la révolution en 1973, parfois qualifié de « manifeste » du mouvement yippie,,. Perçus comme des « hippies avec des fusils », ils étaient aux États-Unis la frange la plus radicale du mouvement.

### Pacifisme: «peace and love»

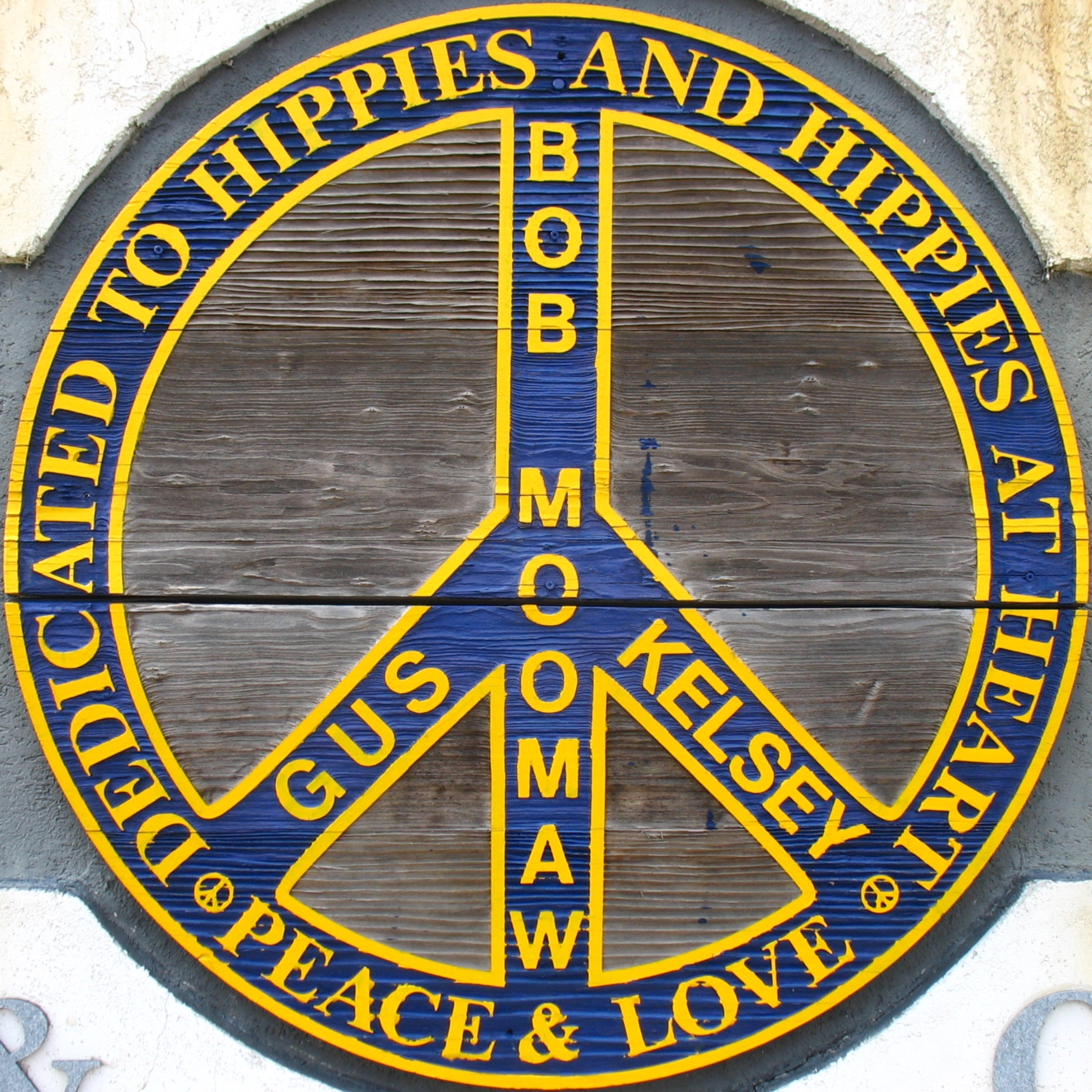
Partie de la sculpture « Hippie memorial » située dans l'Illinois, aux États-Unis, et représentant le symbole de la paix.

Peace and love, « paix et amour », est l'expression universellement connue du pacifisme hippie des années 1960. Un autre slogan, issu de la guerre du Viêt Nam, Make Love, not War, « faites l'amour, pas la guerre » a été repris par le courant hippie pour les mêmes raisons ; l'expression apparaît en 1974 dans la chanson Mind Games de John Lennon.
Flower Power, « le pouvoir des fleurs », est une autre expression pacifique qui trouve son origine dans le Summer of Love de 1967 à San Francisco. Consigne était alors donnée de « porter des fleurs dans les cheveux », comme l'illustre la chanson de Scott McKenzie San Francisco (Be Sure to Wear Flowers in Your Hair). Les hippies furent dès lors communément appelés flower children, les « enfants-fleurs ». L'ensemble de ces expressions cherchaient à traduire une opposition à la guerre et à la violence en général, sans pour autant que les revendications soient toujours plus élaborées ou véritablement théorisées.

### Communautés
Les communautés considérées comme « hippies » se comptaient par milliers aux États-Unis vers 1969, au point que leurs membres furent près d'élire un des leurs comme shérif dans un comté des Montagnes Rocheuses. En France, on en dénombrait environ 500 au début des années 1970. En Italie, elles ont contribué à l'émergence touristique de la région de Gallura et Baronìa, où l'artiste français Claude Challe, futur cofondateur du Buddha Bar dans les années 1990, a vécu dans une communauté hippie isolée et installée dans des grottes durant deux ans, en 1968 - 1970, dans le futur Parc national de l'archipel de La Maddalena.

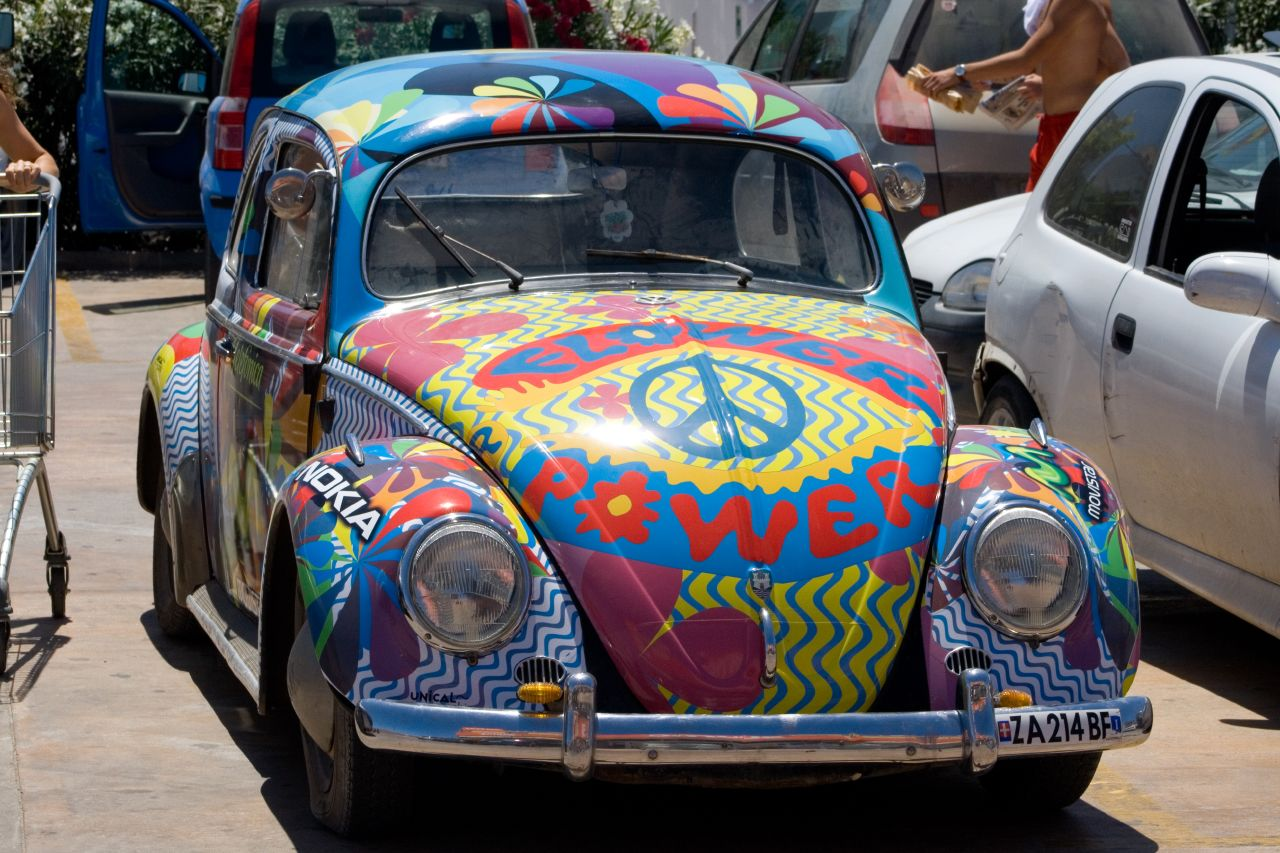
Référence au Flower Power.

Selon Jean-Pierre Bouyxou et Pierre Delannoy, « les communautés sont l'expression par excellence du movement : son infrastructure, l'ancrage social sans lequel il aurait vite été réduit à une simple mode aussi extravagante qu'éphémère. Les communautés sont sa signature au bas de l'histoire du XXe siècle ».
Il n'y eut pas d'unité d'organisation entre ces communautés ; les unes étaient des communautés urbaines, notamment en Allemagne de l'Ouest et en région parisienne, d'autres tentaient de vivre d'agriculture et d'élevage et certaines n'étaient que des lieux de passage. Confrontées aux problèmes de subsistance, et aux difficultés d'une vie commune basée sur de nouvelles relations interpersonnelles, la plupart eurent une durée d'existence assez brève.
La plus longue expérience européenne fut celle de la commune libre de Christiania, à Copenhague : créée en septembre 1971, elle existe toujours,. Au début du XXIe siècle, il existait encore une quarantaine de communautés hippies en Allemagne. En France, il n'en resterait qu'une à Charleval, en Provence. En Sardaigne, elles existent toujours.

### Retour à la nature
Après les premières manifestations pacifiques contre la pollution en 1968 à San Francisco, et leur répression, de nombreux hippies rejoignirent des communautés rurales. D'autres ont préféré se retrouver pour vivre durablement dans des lieux retirés, loin de tout, comme des grottes en bord de Mer.
Ce retour à la terre amenait l'idée d'un plus grand respect de la planète incluant produits bios, utilisation d'énergies renouvelables et recyclage. Le Whole Earth Catalog, un guide créé par Stewart Brand, un des Merry Pranksters, décrivait les techniques pour tout faire soi-même, en privilégiant la récupération et les moyens non polluants ; il fut ensuite repris en français sous le nom de Catalogue des Ressources. Selon Timothy Leary, les hippies sont à l'origine du mouvement écologique dans le monde. Dans la filiation de l'hypothèse Gaïa, formulée par James Lovelock à cette période où les premières craintes pour l'environnement commençaient à s'exprimer, se sont bâties des croyances écologistes mystiques, nommées les « théories Gaïa » par Lynn Margulis.

### Liberté sexuelle

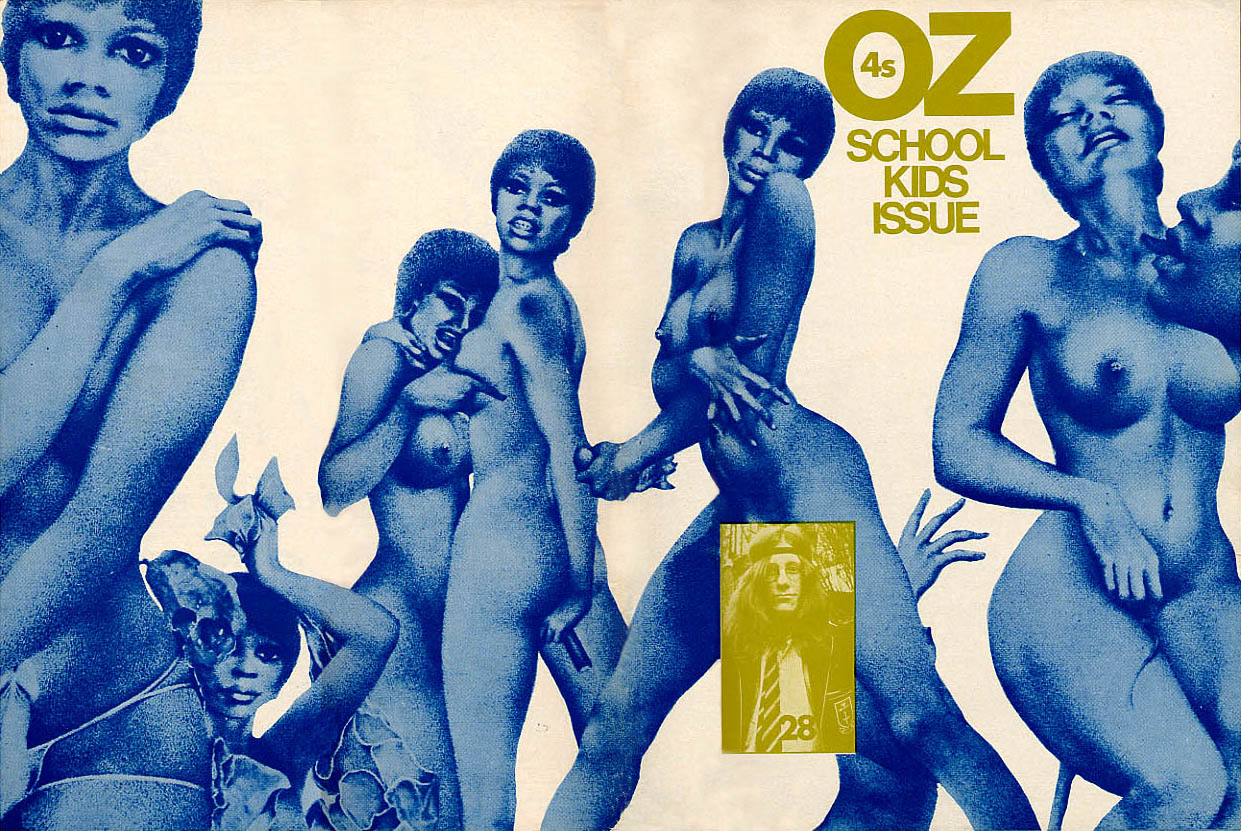
Oz, magazine « psychédélique hippie » fut plusieurs fois en procès pour obscénité en Australie et en Angleterre

C'est peu avant ou durant les années hippies selon le cas qu'est adoptée la progressive légalisation de la pilule contraceptive et que l'accès à l'avortement se généralise aux États-Unis, alors que la « liberté de choix » est une idée prégnante de la contre-culture, ce qui s'oppose, aux États-Unis, à l'idéologie conservatrice de certains courants religieux issus du christianisme, combattant notamment l'« immoralité » et l'« obscénité » depuis la fin du XIXe siècle. Les hippies vivant en communauté avaient des pratiques sexuelles diverses, s'inspirant parfois du Kama sutra hindou,,, rejetant le mariage traditionnel et, à l'instar des utopies de la contre-culture, l'institution de la famille. Une évolution qui contribue à faire de la liberté sexuelle une composante de l'« utopie hippie ».
Le mot d'ordre était « Free Love » (« amour libre »), que l'on retrouve dans l'appellation du « Summer of Love », rassemblement à la suite duquel les valeurs et le mode de vie du mouvement hippie commencent à se diffuser. Symbole du refus de la discipline, l'amour libre hippie est véhiculé par le rock.
En plus de la liberté exprimée dans les relations amoureuses, les premiers sex-shops vendant divers jouets sexuels (l'enseigne Good Vibrations à San Francisco était le premier) ainsi que la diffusion des films pornographiques et leurs projections en salle de cinéma apparaissent au sein de la communauté hippie, à une époque où la masturbation était publiquement condamnée et où personne n’aurait jamais ouvertement fait la promotion du plaisir sexuel. Les hippies considéraient également les relations entre personnes de même sexe comme une expérience parmi d'autres et non comme un tabou ; c'est à cette époque que la première Gay Pride a lieu à New York, et San Francisco demeurera la capitale des deux tendances.

### La Route
L'expression « La route des hippies » (Hippie trail en anglais) désigne les périples de la génération hippie à travers plusieurs continents. Ces voyages se faisaient fréquemment par bus ou en auto-stop, les étapes obligées étant Amsterdam, Londres, Istanbul la Turquie, l’Iran, l'Afghanistan, Le Pakistan, Goa (Inde) et Katmandou (Népal) . Un des objectifs déclarés de ces voyages était la « quête de soi » ou « la recherche de Dieu » et, plus simplement, la recherche de toutes expériences nouvelles,. Des ouvrages comme Sur la route et Les Clochards célestes de Jack Kerouac, ouvrages fondateurs de la Beat Generation, ont parfois servi de guides ou de prétexte au cheminement spirituel des hippies. Le roman Les Chemins de Katmandou de René Barjavel a pour sujet l'un de ces voyages initiatiques, accompagné de drogues, à destination du Népal.

## Portes de la perceptionet influences orientales

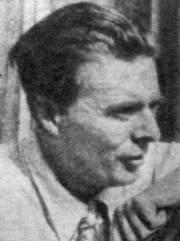
Aldous Huxley, auteur de Les Portes de la perception.

### Message d'Aldous Huxley
Les hippies recherchaient un sens à la vie dans des spiritualités qu'ils jugeaient plus authentiques que les pratiques religieuses dont ils avaient hérité, s'aidant parfois de substances psychotropes. Le livre Les Portes de la perception (The Doors of Perception) d'Aldous Huxley (1954) fut une inspiration pour beaucoup (il a, entre autres, inspiré le nom du groupe The Doors). Huxley y prône l'usage des drogues pour atteindre une nouvelle perception du monde, préliminaire à un sentiment de plénitude et de communion avec le cosmos. Sa contribution est également éthique et est liée à la critique du positivisme scientifique :

« Aujourd'hui, après deux guerres mondiales et trois révolutions majeures, nous savons qu'il n'y a pas de corrélation nécessaire entre la technologie plus avancée et la morale plus avancée. »

— Aldous Huxley

### Psychotropes
Le LSD (communément appelé « acide ») est découvert en 1938 par Albert Hofmann dans le laboratoire suisse Sandoz et est déclaré illégal aux États-Unis le 6 octobre 1966, et classé stupéfiant par l'ONU dans une convention de 1971. Jusqu'à cette interdiction sur le sol américain, la firme Sandoz mit le LSD à disposition des chercheurs sous la forme d'une préparation appelée delysid. Le LSD était d'abord apparu comme prometteur dans le traitement de certaines maladies psychiatriques au point d'être popularisé comme un traitement miraculeux par les médias à partir du milieu des années 1950. Dès les années 1960, il est devenu un ingrédient du courant hippie.

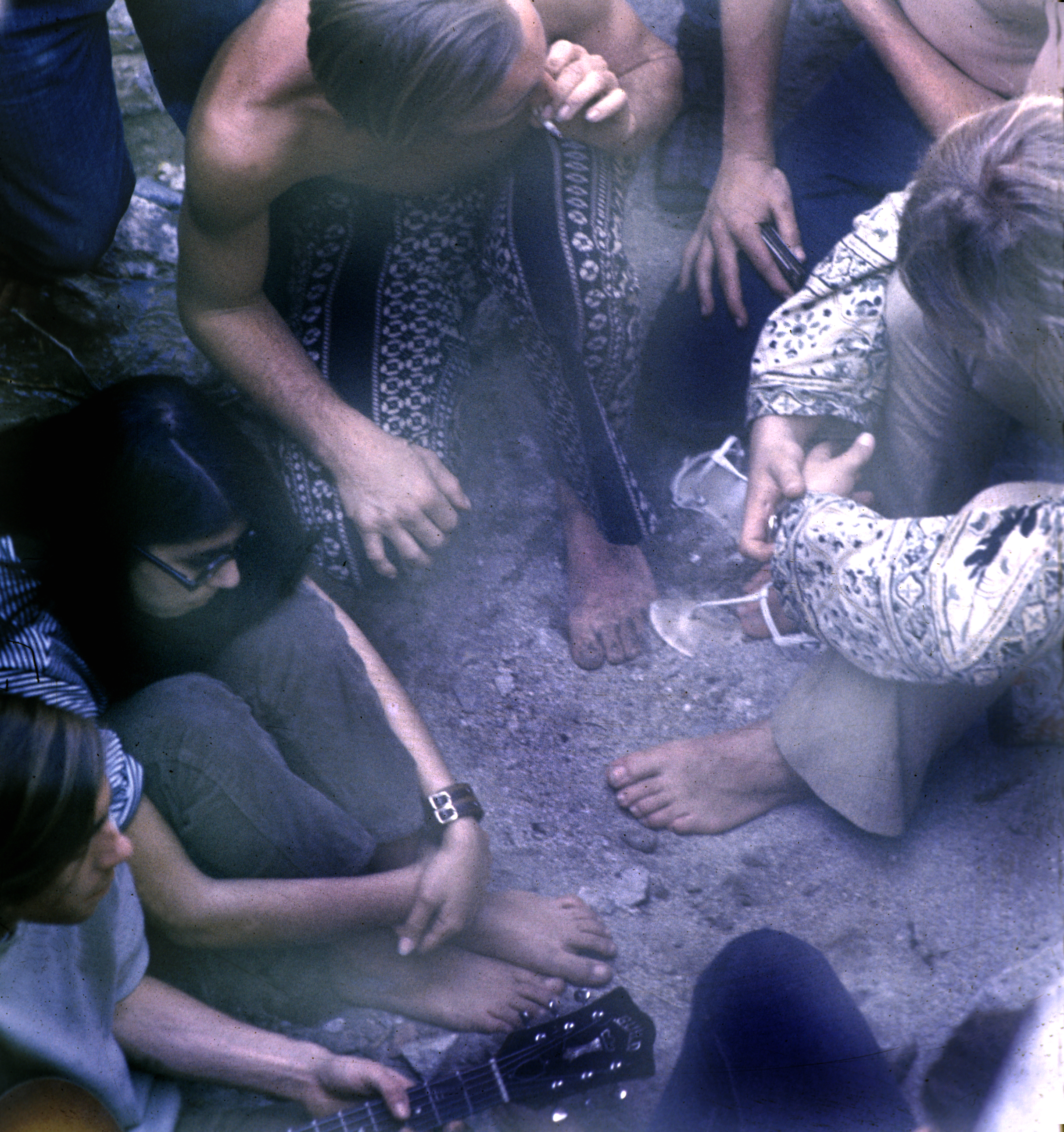
Un groupe de hippies partageant un « joint », en 1969, en Californie.

L'esthétique psychédélique, « véritable insurrection de l'imaginaire » prend ses racines dans les visions provoquées par le LSD qui induit une déformation de la vision et entraîne un état halluciné où réalité et rêve sont confondus (hypnagogie). Le psychologue Timothy Leary, le chimiste Augustus Owsley Stanley III et le romancier Ken Kesey ont, parmi d'autres, encouragé la consommation de LSD. À cette époque, « l'acide » a notamment été distribué gratuitement lors des acid tests des Merry Pranksters. Le point culminant de l'usage du LSD aux États-Unis fut atteint à l'été 1967, au cours du Summer of Love (« Été de l'amour »).
Il est possible de rattacher de nombreux courants artistiques à la consommation de psychotropes, aussi bien en musique (rock psychédélique, acid rock) que dans le dessin et la mode. Outre le LSD, le cannabis était aussi massivement consommé par les hippies, en particulier sous sa forme la plus répandue, la Marijuana (qu'ils appelaient « maryjane » ou « thé »). Pour les hippies, le but de cette consommation de psychotropes est présenté comme une volonté d'ouverture de l'esprit et d'abolition des frontières mentales, suivant le précepte d'Aldous Huxley. Une étude des années 1960 de l'université du Sud de la Californie avait dégagé trois tendances dans la communauté hippie de l'époque : les « groovers » (« les fêtards »), qui prenaient du LSD pour faire la fête et trouver des partenaires, les « mind trippers » (« les touristes de l'esprit »), qui portaient des vêtements à fleurs et cherchaient une thérapie, et les « cosmic conscious » (« les mystiques »), « planant », dont la consommation de drogue était « par nature eucharistique ».
Dans un tout autre registre, l'écrivain William S. Burroughs "confesse" dans son premier ouvrage, Junky (1953) sa pratique de drogué impénitent et témoigne sans fioritures de sa vie d'addict à l'héroïne, prisonnier de l'« équation de la came ». Sa prise de drogues lui ouvre incidemment d'autres portes de la perception qui inspirent sa création artistique.

### Balbutiements du New Age

Le symbole du yin et du yang, associé au tao, que les hippies ont contribué à populariser.

Selon certains témoins de l'époque, c'est au moment du Summer of Love de 1967 que sont fondées les prémices du New Age. Les hippies avaient commencé à explorer les traditions orientales — le bouddhisme, l'hindouisme et le taoïsme — et certains ouvrages populaires tentaient d'en faire une analyse syncrétique « libre », une manière d'aborder la spiritualité qui allait devenir la marque du New Age.
Les hippies trouvent leur inspiration spirituelle chez des personnalités comme Gautama Bouddha (qui, incarnant la négation du monde matérialiste en tant que seule voie possible d'atteindre le bonheur permanent, avait tourné le dos au roi, son père, et voyageait comme un mendiant), François d'Assise, qui abandonna également une famille riche pour vivre dans la pauvreté et dans la nature, et bien sûr le Christ ainsi que Gandhi, Aldous Huxley et J. R. R. Tolkien. Élève d'Alan Watts, introducteur de la pensée orientale à San Francisco, Gary Snyder, rejoint par Jack Kerouac puis plus tard par Allen Ginsberg, vont également populariser la pratique de la méditation, et plus généralement du tao et du bouddhisme zen.

## Esthétique hippie

### Physiologie et vêtements

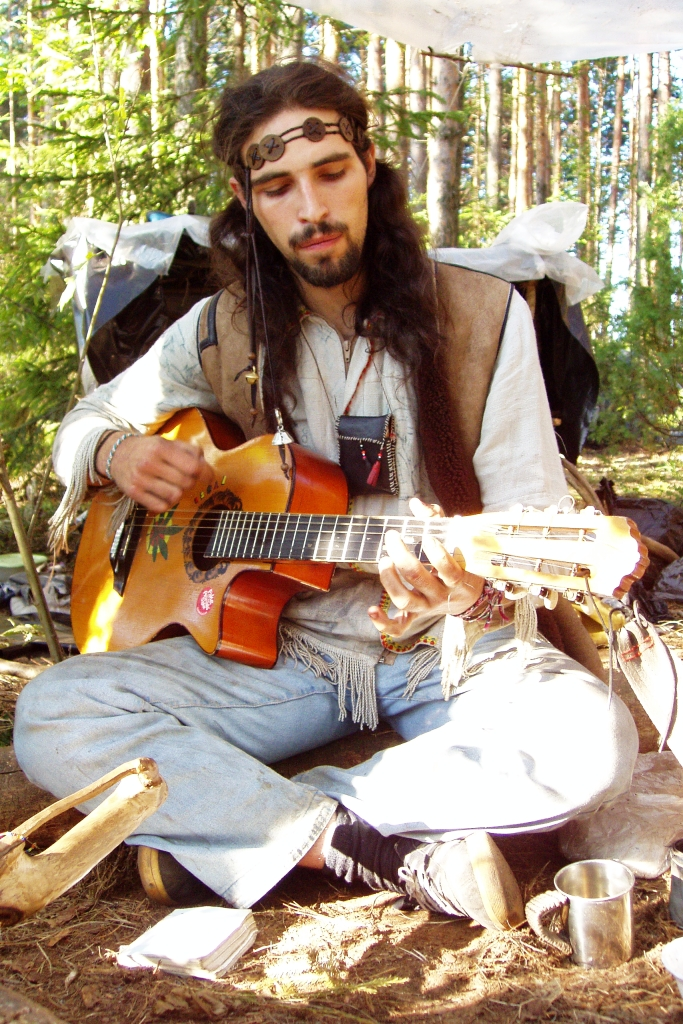
Participant au rainbow gathering de Russie en 2005 ayant l'apparence traditionnelle du hippie.

En partie par rébellion contre les usages, le hippie, homme ou femme, portait les cheveux longs pour dénoncer la guerre du Viêt Nam où les soldats avaient tous le crâne rasé. Les femmes les portaient le plus souvent défaits, sans aucun apprêt ; la liberté du corps (body freedom) étant complémentaire de la liberté de l'esprit que préconisait le hippie. Les relations sexuelles libérées et le naturisme étaient des valeurs mises en avant dans le mode de vie hippie. Aller pieds nus dans la poussière heurtait également les valeurs d'hygiène mises en avant dans le modèle américain.

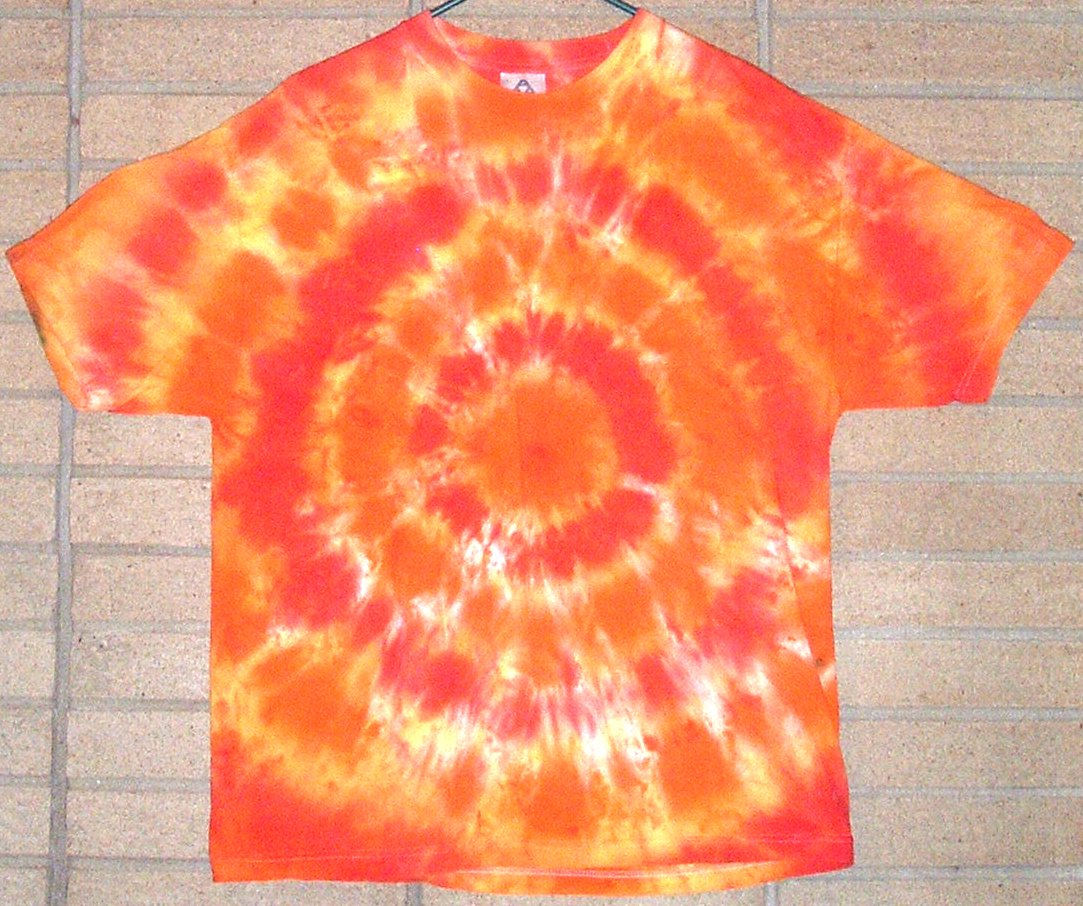
Chemise tie and dye.

Les vêtements du hippie, aux couleurs vives, étaient contrastés et parfois choquants à une époque où les tenues étaient assez uniformes et sombres. Les pantalons étaient à « pattes d’éléphants », style lancé par les hippies californiens, et l’influence de l’Orient avait donné aux hippies le goût des sandales, des gilets afghans, des tuniques indiennes aux motifs très fleuris et colorés. Ils pouvaient tout aussi bien être nus quand la situation le permettait,. En cohérence avec l'idée d'anticonsommation, les hippies achetaient souvent leurs vêtements dans des friperies ou les fabriquaient eux-mêmes. Par exemple, le Tie and dye, une technique de teinte des tissus en couleur vive en forme de ronds et plus ou moins aléatoire, était très répandue chez les hippies. Le blue-jeans, pantalon traditionnel des ouvriers américains au XXe siècle, déjà popularisé par les beats et les personnages de mauvais garçons dans certains films (James Dean ou Marlon Brando dans L'Équipée sauvage), fut également un vêtement emblématique de la génération hippie, laquelle le fit évoluer : il était souvent porté peint, brodé, cousu, couvert de coquillages, de strass, de bijoux, de fleurs, et toujours avec les pattes d'éléphant. Le vêtement devint un mode d'expression de la personnalité.
Quand elles n'étaient pas en minijupes ou en jupes, les femmes adoptaient fréquemment ce même type d'habillement. Ce caractère androgyne réactualisé par la culture hippie, notamment dans l'habillement, était également surprenant à cette époque : hommes comme femmes portaient sans distinction des bandeaux dans les cheveux, des colliers et des bracelets de perles et se parfumaient au patchouli,. À la fin des années 1970, de nombreux aspects vestimentaires hippies seront récupérés par la mode disco, adaptés sous une forme plus urbaine. Par la suite, les tuniques indiennes ou les vêtements brodés de fleurs sont réapparus périodiquement. Finalement, le pantalon en jeans est probablement le seul attribut vestimentaire hippie à avoir résisté au temps et aux diverses modes qui se sont succédé, puisqu'il est toujours resté très présent. Mais c'est surtout la décontraction dans la façon de s'habiller qui est le changement marquant hérité de cette époque, ainsi que la personnalisation du vêtement.

### Musique
La première chanson connue dont le titre comporte le mot hippie est Hippy Hippy Shake composée et jouée par Chan Romero âgé de 17 ans en 1958, reprise en 1959 par le rocker italien Little Tony, puis par The Beatles dès 1962, The Swingin' Blue Jeans en 1963, etc. (À noter que sur les pochettes de disques et leurs vidéos de concert ces années là, ces musiciens n'ont pas du tout le look « hippie », mais plutôt rocker, ou sont vêtus de costumes-cravates).
Le phénomène hippie fut une période d'expérimentation musicale (le style de The Doors, par exemple, emprunte à la fois au blues, au jazz mais aussi au flamenco et aux musiques de fanfare) et de créativité. La plupart des courants musicaux issus de cette génération prospèrent encore aujourd'hui. La liberté de ces créations musicales est considérée comme une révolution dans l'histoire de la musique.

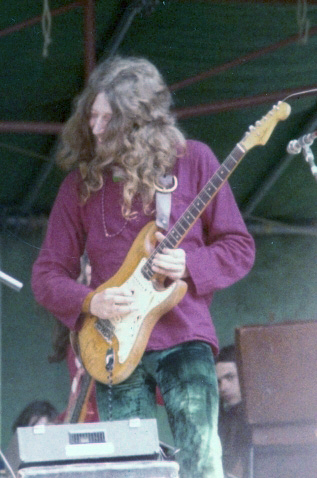
Steve Hillage en 1974.

Le festival de Woodstock en 1969 reste un des plus grands moments de l'histoire de la musique populaire et a été classé parmi les « 50 Moments qui ont changé l'histoire du rock and roll ». Il a rassemblé de nombreux musiciens célèbres de l'époque comme Jimi Hendrix et Janis Joplin. À Custrin, en Pologne, à la frontière de l'Allemagne, le festival Przystanek Woodstock est organisé chaque année depuis 1995. Il a rassemblé un public aussi important que le premier du nom, soit 500 000, en 2009. D'autres festivals furent aussi de véritables événements : Monterey en 1967, l'Île de Wight en 1970, rassemblant des centaines de milliers de spectateurs à chaque occasion. Ainsi que le festival d'Amougies en Belgique, du 24 au 28 octobre 1969, avec entre autres Gong, Pink Floyd, The Nice, Frank Zappa, Soft Machine, etc. Une nouvelle génération de chanteurs apparaît à la suite de Bob Dylan, renouvelant le genre musical de la protest song et créant une nouvelle musique populaire exprimant leurs révoltes, leur refus du racisme, leur refus de la guerre au Viêt Nam, leur refus de la répression ou leur désir d'un nouveau monde. La reprise sous forme de pot-pourri de deux chansons de Hair : Aquarius/Let the sunshine in par The 5th Dimension eut un succès considérable en 1969, les paroles annonçant un nouvel âge à venir. Blowin' in the Wind de Bob Dylan, inspiré d'un negro spiritual, fut reprise par les 250 000 manifestants de la marche sur Washington organisée par les leaders des droits civiques ; plus tard vinrent Ohio de Crosby, Stills, Nash and Young, ou Alice's Restaurant d'Arlo Guthrie.
C'est dans les années hippies qu'apparaissent le space rock, le hard rock et le rock progressif. Le groupe Gong, créé en France en 1969, modèle de space rock et de free jazz, est lui-même constitué sous forme d'une communauté hippie (dans l'Aude pendant un temps, à la suite d'un refus de visa de Daevid Allen, leader du groupe, pour retourner en Angleterre). À la même époque, le rock psychédélique et plus spécifiquement l'acid rock qui accompagnait les acid tests organisés par Ken Kesey et les Merry Pranksters dès 1964 aux États-Unis continue à être inspiré par l'usage de drogues hallucinogènes et notamment du LSD, et tente d'en retraduire les effets. Il est caractérisé par une construction rythmique peu complexe et hypnotique, des mélodies répétitives et pénétrantes, des solos instrumentaux longs et tortueux, modelés d'effets sonores tels que la wah-wah et la distorsion, dans de longues improvisations. Les hippies continuent à apprécier le rock psychédélique de Grateful Dead, Jefferson Airplane ou Janis Joplin, le folk rock de Crosby, Stills, Nash and Young et de Bob Dylan qui électrise sont groupe en 1965 . Si ces derniers peuvent être considérés comme hippies, d'autres musiciens populaires à la même époque sont distanciés de ce courant. Frank Zappa, en particulier, était connu pour ses critiques caustiques du mouvement hippie, dès 1968 avec Who Needs the Peace Corps ?. De même, bien que les Beatles les aient largement inspirés, John Lennon brocarde les Hippies dans la chanson de 1967 Baby You're a Rich Man, celle-ci, éditée en single, se trouvant en face B de l'hymne Peace and Love, All You Need Is Love. Le même été 1967, leur album Sgt. Pepper's Lonely Hearts Club Band est bien dans l'air du temps du Summer of love.

## Héritage des valeurs hippies

### Festivals

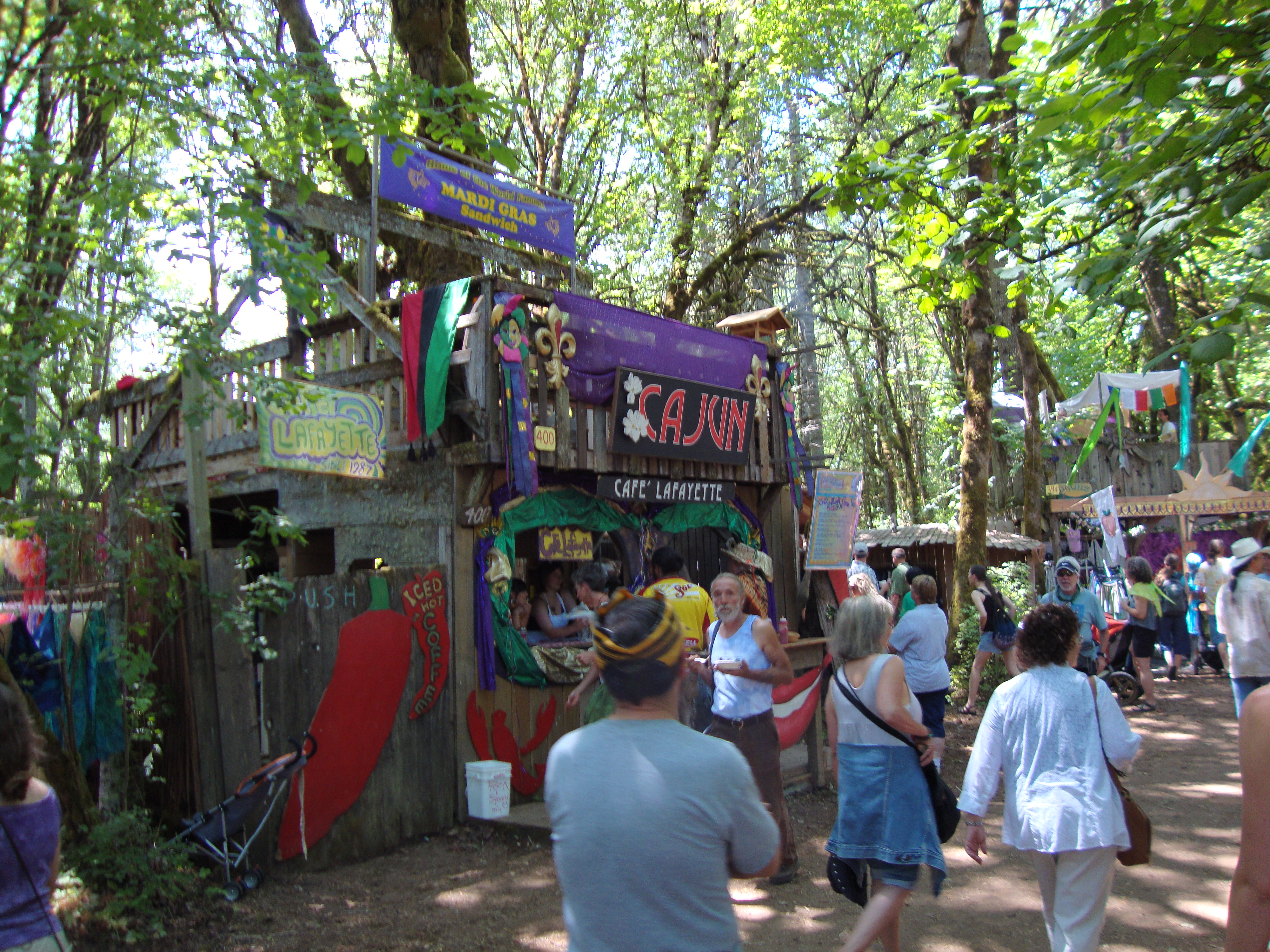
Stand du Café Lafayette à l'édition 2009 de l'Oregon Country Fair.

Ceux qui se disent hippies aujourd'hui ou « néo-hippies », ont perpétué la tradition des festivals musicaux et des écofestivals, comme le festival du Burg Herzberg, après une période à vide, le rassemblement pour les « Freaks, Hippies und Blumenkinder », d'abord interrompu entre 1973 et les années 1990, se tient depuis annuellement près de Breitenbach am Herzberg en Allemagne. D'autres n'ont pas cessé d'exister depuis les années 1970, le plus célèbre étant les Rainbow Gatherings. Créés en 1972 aux États-Unis, « les rassemblements arcs-en-ciel », organisés par la Rainbow Family of Love and Living Light, sont des rencontres éphémères en pleine nature qui se sont depuis multipliées en Europe et dans le monde. Le terme « Babylone » y est utilisé pour décrire le monde conventionnel des straights.
Aux États-Unis, plusieurs municipalités abritent des communautés hippie qui trouvent ces dernières tolérantes à leur égard. Eugene dans l'Oregon, dont la devise est « la plus grande ville du monde pour les arts et la nature », propose tous les ans l'Oregon Country Fair, un festival qui a lieu en forêt depuis 1969 et qui tente de retrouver « le Zeitgeist des années 60 ».

### Mœurs
Il est difficile de déterminer dans les changements de mœurs survenus dans les années 1960 et 1970 ce qui peut être attribué aux hippies, à la jeunesse en général, ou au mouvement féministe. Mais ils ont joué un rôle considérable à cette époque dans l'évolution des mentalités concernant la sexualité. Selon une enquête de l'institut Gallup, le nombre d'Américains pensant qu'il était « mal de faire l'amour avant le mariage » avait chuté de 68 % en 1969 à 48 % en 1973, un changement généralement attribué aux bouleversements initiés par le courant hippie.

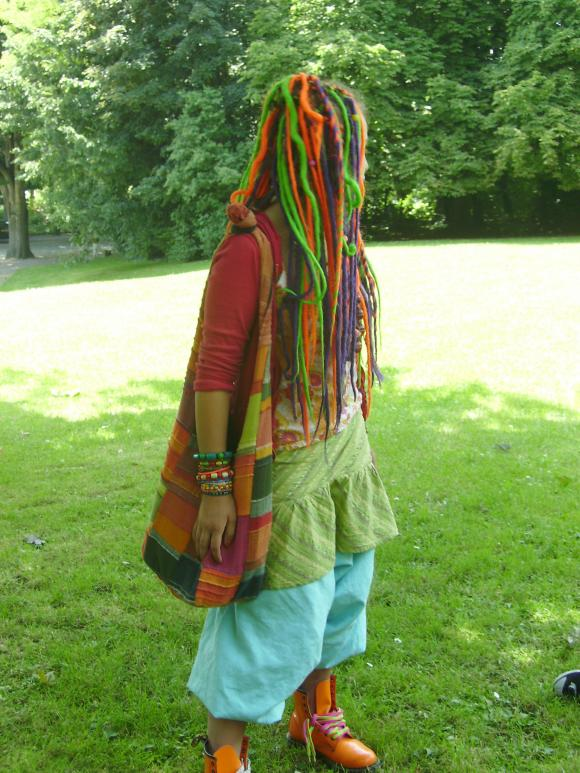
Une jeune Française en 2008 dont la tenue vestimentaire peut évoquer celle des hippies.

### La société humaine et son rapport à la nature
Le « mouvement hippie », bien que peu structuré, portait en lui les germes d'un bouleversement du mode de vie des années d'après-guerre qui arrivait, à la fin des Trente Glorieuses, à un essoufflement particulièrement perceptible par la jeunesse. Dans différents domaines, des idées nouvelles perçaient comme l'autogestion, l'écologie et le rejet, attitude rarement affichée à cette époque aux États-Unis, des religions traditionnelles. Il est difficile de déterminer précisément quelle influence peut être exclusivement attribuée aux hippies, mais ils sont, entre autres, crédités de l'émergence des communautés écologiques et des coopératives. Le collectif « Don't make a wave », qui est devenu ensuite Greenpeace, a été fondé par des hippies à Vancouver en 1971 et les écovillages peuvent être vus comme l'aboutissement de certaines de leurs propositions.
Plus récemment, les adeptes de la permaculture ont repris de nombreuses valeurs du mouvement hippie.

### Physique quantique
Les discussions animées des années 1930 concernant l'interprétation ou la signification profonde de la mécanique quantique — dont le débat entre Einstein et Bohr — se sont estompées dans les années 1950 au profit du précepte shut up and calculate (« tais-toi et calcule »). L'intérêt pour les problèmes conceptuels de la physique quantique — toujours vif au XXIe siècle — s'est ranimé dans les années 1960 sous l'influence de la culture hippie, fascinée par l'étrangeté des quanta,.

### Des hippies aux yuppies
La plupart des hippies finirent par abandonner leur envie de régénérer le « vieux monde » et se rangèrent dès la fin des années 1970 et le courant des années 1980. La trentaine venue, ils trouvèrent du travail, fondèrent une famille et s'intégrèrent dans la société de consommation qu'ils dénonçaient auparavant. Une étude américaine a estimé que 40 % des hippies californiens s'étaient rangés, un peu moins de 30 % restant cependant toujours « en marge ». Jerry Rubin, devenu un des premiers actionnaires d'Apple, déclarait en 1985 : « Non, je ne lutte plus contre l'État. Ce n'est plus la peine, ce n'est plus le bon combat […]. La meilleure, la seule façon aujourd'hui de combattre l'État, c'est de le remplacer. Et nous sommes assez nombreux pour le faire ».
Selon certaines analyses, la « révolution hippie », rapidement éteinte malgré ses apports à la société de l'époque, aurait souffert principalement d'un manque de discernement dans son attaque en bloc des institutions. En se détournant ainsi de possibles ressources, à cause de la crainte de la survenue de ce qui pourrait être perçu comme une forme de paranoïa, le mouvement était condamné à disparaître. La prédominance des drogues dans la culture et les communautés hippies ainsi que les décès qui en ont résulté ont contribué à ternir l'idéal des premiers temps. L'explosion de liberté s'est faite au détriment d'un projet structuré dont l'absence a fini par provoquer la dissolution du mouvement.

Le sénateur de New York, Robert Kennedy, présentait en 1967 la revendication hippie de cette manière : 

« Ils veulent être reconnus comme des individus dans une société où l'individu joue un rôle de moins en moins important. Voilà une combinaison difficile »

.
L' individualisme est pourtant passé dans les mœurs et le néolibéralisme aurait pour certains récupéré, en les dénaturant, les valeurs hippies. Selon Charles Shaar Murray, « Le chemin qui mène des hippies aux yuppies n'est pas aussi tortueux que beaucoup aiment le croire. Une bonne partie de la vieille rhétorique hippie pourrait parfaitement être reprise par la droite pseudo-libertaire, ce qui s'est d'ailleurs produit. Rejet de l'État, liberté pour chacun de faire ce qu'il veut, cela se traduit très facilement par un yuppisme « laissez-faire ». Voilà ce que cette époque nous a légué ».
Force est de constater que de nombreux leaders hippies sont devenus dans les années 1980 de parfaits yuppies, notamment le grand leader Jerry Rubin, devenu militant reaganien et républicain néo-libéral convaincu[source détournée]. En France, Michel Clouscard fut le principal penseur à avoir prédit cette transformation, en voyant dans le mouvement hippie une simple crise interne du capitalisme américain, qui, loin de se trouver menacé, ne devait sortir que plus fort de ces événements. Il cristallisa notamment cette idée dans son concept de « libéral-libertaire ».

#### Études du mouvement hippie
- (fr) Michel Lancelot, Je veux regarder Dieu en face : le phénomène hippie, Albin Michel, 1968
- (fr) Joe David Brown et les correspondants de Time, Les hippies, Robert Laffont, 1968
- (fr) Edgar Morin, Journal de Californie, 1970
- (fr) Jean-Pierre Bouyxou et Pierre Delannoy, L'Aventure hippie, Paris, 10/18, 2004, 416 p. (ISBN 2-264-03970-1).
- (fr) Alain Dister, Oh, hippie days ! : carnets américains, 1966-1969, Fayard, 2001, 347 p. (ISBN 978-2-213-59883-3)
- (fr) Jacques Pessis et Émilie Leduc, Les Années hippies, Dargaud, 2005, 136 p. (ISBN 978-2-205-05778-2)
- (fr) Frédéric Monneyron et Martine Xiberras, Le Monde hippie : De l'imaginaire psychédélique à la révolution informatique, Paris, Imago, 2008, 168 p. (ISBN 978-2-84952-061-1)

- (fr) Rory Maclean (trad. de l'anglais par Béatrice Vierne), Magic Bus : sur la route des hippies d'Istanbul à Katmandou, Paris, Hoëbeke, 2008, 445 p. (ISBN 978-2-84230-313-6)
- (fr) Barry Miles (trad. Denis Montagnon), Hippies, Octopus/Hachette, 2004, 384 p. (ISBN 978-2-01-260210-6).
- (en) Lewis Yablonsky, The Hippie Trip : A Firsthand Account of the Beliefs and Behaviors of Hippies in America, iUniverse, 2000, 380 p. (ISBN 978-0-595-00116-3)
- (en) Skip Stone, Hippies From A to Z : Their Sex, Drugs, Music and Impact From the Sixties to the Present, Hip, 1999, 173 p. (ISBN 978-1-930258-01-3)
- (fr) Marie-Christine Granjon, « Révolte des campus et nouvelle gauche américaine », Matériaux pour l'histoire de notre temps, vol. 11, no 1,‎ 1988, p. 10-17 (lire en ligne)
- (en) John Bassett McCleary, The hippie dictionary : a cultural encyclopedia (and phraseicon) of the 1960s and 1970s, Ten Speed Press, 2004, 704 p. (ISBN 978-1-58008-547-2)
- (en) Scott MacFarlane, The hippie narrative : a literary perspective on the counterculture, Jefferson, McFarland, 2007, 255 p. (ISBN 978-0-7864-2915-8, lire en ligne)
- (en) Nicholas Von Hoffman, We Are the People Our Parents Warned Us Against, Quadrangle Books, 1968

#### Ouvrages majeurs
- (fr) Jack Kerouac, Sur la route, Gallimard, 1997, 538 p. (ISBN 978-2-07-039403-6) (édition originale US 1955)
- (fr) Aldous Huxley, Les Portes de la perception, 10/18, coll. « Domaine étranger », 2001, 319 p. (ISBN 978-2-264-03407-6).  (édition originale UK 1954)
- (fr) Tom Wolfe, Acid test, Le Seuil, 1975, 408 p. (ISBN 978-2-02-030649-2) (édition originale US 1968)
- (en) Abbie Hoffman, Woodstock Nation, Vintage, 1969
- (en) Garrett De Bell, The Environmental Handbook; First National Environmental Teach-In, Ballantine Books, 1970
- (fr) Jerry Rubin, Do It, Seuil, 1973 (édition originale US 1970)
- (en) Abbie Hoffman, Steal this book, 4th printing, 1971
- (fr) Theodore Roszak, Vers une contre-culture, Stock Plus, 1980 (édition originale US 1968)
- (en) Jack Rosenberg, Total orgasm, Wildwood House, 1973
- (fr) Boston Women's Health Book Collective, Notre corps, nous-mêmes, Albin Michel, 1977

#### Romans et Témoignages
- (fr) Aldous Huxley, Island : Ile, 1962
- (fr) Angus Wilson, As if by Magic : Comme par magie, 1973
- (en) Isadora Tast, Mother India. Searching For a Place, Berlin, Peperoni Books, 2009, 138 p. (ISBN 978-3-941825-00-0)
- (fr) Rory MacLean (trad. de l'anglais par Béatrice Vierne), Magic Bus : sur la route des hippies d'Istanbul à Katmandou, Paris, Hoëbeke, 2008, 445 p. (ISBN 978-2-84230-313-6)

- (fr) René Barjavel, Les Chemins de Katmandou, Hachette, 1969
- (fr) Bernard Plossu, Pourquoi n'êtes vous pas hippie ?, La Palatine, 1970
- (fr) Brigitte Axel, H, Flammarion, 1970
- (fr) Charles Duchaussois, Flash ou le grand voyage, Livre de poche, 1971
- (fr) Jean-Pierre Cartier et Mitsou Naslednikov, L'univers des hippies, Fayard, 1970
- (fr) Gérard Borg, Le voyage à la drogue, Le Seuil, 1970
- (fr) Jean François Bizot, Les Déclassés, Le Sagittaire, 1976
- (fr) Jean-Pierre Martin, Sabots suédois, Fayard, 2004
- (fr) Jan Kerouac fille de Jack Kerouac, Girl Driver, Denoël, 1983
- (en) Reeve Lindbergh et Abby Carter, My Hippie Grandmother, Candlewick Press, 2003

### Poésie
- Poèmes de Hippies, (trad. Th. Plantier), Le Pont de l'Épée no 46, 1971

#### Articles
- Vincent Ostria, « Les Diggers (1966-1968), des anars chez les hippies », Les Inrocks,‎ 6 octobre 2014 (lire en ligne).

### Ouvrages consultés
- Jean-Pierre Bouyxou et Pierre Delannoy, L'Aventure hippie, Paris, 10/18, 2004, 426 p. (ISBN 2-264-03970-1)

1. ↑  Selon Patrick Rambaud, l'un des piliers d'Actuel, acteur et observateur du mouvement soixante-huitard français : « Les communautés ne sont pas nées dans les années 1960 aux États-Unis en France et en 70 en France. Ça existait au XIXe siècle avec Fourier, Cabet qui part en Floride fonder l'Icarie, et même les pirates du XVIe siècle ! » cité p. 158.
2. ↑  Bernard Thésée, Les Aventures communautaires de Wao le laid, 1974, cité p. 160.
3. ↑  p. 86
4. ↑  p. 95
5. ↑  p. 120
6. ↑  p. 245
7. ↑  p.  142 et 185
8. ↑  p. 90
9. 1 2 3  p.  141 et 166.
10. ↑  « Treize mois, six jours, durée moyenne d'une communauté rurale », p.  175-176
11. ↑  Je veux regarder Dieu en face, Michel Lancelot, cité p. 90.
12. ↑  p. 308-309
13. ↑  p. 322-324
14. ↑  p. 258-259
15. ↑  p. 303-304
16. ↑  Enquête de l'Institut national d'hygiène mentale, citée p. 352.

### Autres références utilisées
1. ↑  (en) Jesse Sheidlower, « L'histoire de « hip » », sur Slate.com, 8 décembre 2004 (consulté le 11 septembre 2010).
2. ↑  (en) Harry Gibson, Everybody's Crazy But Me, Progressive Records, 1986 (lire en ligne).
3. ↑  McCleary, The hippie dictionary, p. 247.
4. ↑  Malcolm X, L'autobiographie de Malcolm X, Pocket, 1999, 328 p. (ISBN 9782266056335, lire en ligne)
5. ↑  (en) Anthony Ashbolt, « 'Go ask Alice': Remembering the Summer of Love forty years on », Université de Wollongong, 2007.
6. ↑  (en) Charles Perry, « From Eternity To Here », Rolling Stone, 26 février 1976.
7. ↑  Benoit Sabatier, Nous sommes jeunes nous sommes fiers, Fayard, 2013,  p.680  (ISBN 978-2213678405) lire en ligne.
8. ↑  Barry Miles , BEAT HOTEL : Allen Ginsberg, William Burroughs, et Gregory Corso à Paris, 1957-1963, Marseille, le mot et le reste, 2011, p. 150
9. ↑  (en) « Youth: Darien's Dolce Vita », sur Time magazine, 27 novembre 1964 (consulté le 11 septembre 2010).
10. ↑  Ronald Creagh, Utopies américaines. Expériences libertaires du XIXe siècle à nos jours, Agone, 2009, p. 211-212.
11. ↑  Thomas Rigler, « La Californie,  ou California ! en anglais », sur ARTE, juillet 2023 sur arte; 2021 pour la version originale (consulté le 2 aout 2023)
12. ↑  McCleary, The hippie dictionary, p. 246–247.
13. ↑  Alain Dister, Oh, Hippie Days ! : Carnets américains (1966-1969), Paris, J'ai lu, 2001 , et 2006, 407 p. (ISBN 2290347221)
14. 1 2 3 4 5 6 7 8 9 10  (en) « The Hippies », sur Time magazine, 7 juillet 1967 (consulté le 11 septembre 2010).
15. 1 2 3 4  « L'unisexe d'Olivier Burgelin et Marie-Thérèse Basse », sur persee.fr, 1987.
16. ↑  (en) « Don't trust anyone over 30, unless it's Jack Weinberg », sur berkeleydailyplanet.com, 6 avril 2000 (consulté le 11 septembre 2010).
17. ↑  McCleary, The hippie dictionary, p. 136.
18. ↑  (en) Patricia Crone, Iran, 1991, chap. 29 (« Kavad’s Heresy and Mazdak’s Revolt »), p. 21–40.
19. ↑  Voir Tanguy L'Aminot, "Rousseau et les hippies", La Pensée, n° 370, avril-juin 2012, p. 141-152.
20. 1 2 3 4  Marie-Christine Granjon, « Révolte des campus et nouvelle gauche américaine », Matériaux pour l'histoire de notre temps, vol. 11, no 1,‎ 1988, p. 10-17 (lire en ligne, consulté le 11 septembre 2010).
21. ↑  (en) Adolf Just, « Return to nature » [PDF], sur soilandhealth.org, 1903 (consulté le 11 septembre 2010).
22. 1 2 3  (en) Gordon Kennedy et Kody Ryan, « Hippie Roots & The Perennial Subculture », sur hippy.com, 2003 (consulté le 11 septembre 2010).
23. ↑  Ronald Creagh, Laboratoires de l’utopie. Les communautés libertaires aux États-Unis, Paris, Payot, 1983 (présentation en ligne), p. 11. Pour lui, il y aurait eu deux phases de floraison de communautés libertaires, l’une avant 1860, l’autre après 1960.
24. ↑   les archives du Times de 1967 : Les hippies
25. ↑  (en) Timothy Leary, Turn on, tune in, drop out.., Ronin, 1965 (présentation en ligne) L'expression suggère littéralement de se brancher sur le monde, s’accorder aux vibrations spirituelles et décrocher du système et de tout asservissement, dont les addictions.
26. 1 2  Denis Richard, Jean-Louis Senon et Marc Valleur, Dictionnaire des drogues et des dépendances, Paris, Larousse, 2004, 626 p. (ISBN 2-03-505431-1).
27. 1 2  Stan Cuesta, « Les festivals précurseurs », Rolling Stone, no hors-série spécial Woodstock,‎ juillet-août 2009.
28. ↑  Barry Miles.
29. ↑  (en) « Council for the Summer of Love », sur PBS.org (consulté le 14 septembre 2010).
30. ↑  (en) « The Year of the Hippie: Timeline », PBS.org (consulté le 24 avril 2007).
31. ↑  Steve Turner (trad. de l'anglais), L’Intégrale Beatles : les secrets de toutes leurs chansons [« A Hard Day’s Write »], Paris, Hors Collection, 1999, 284 p. (ISBN 2-258-06585-2), p. 133-156.
32. ↑  (en) Ann Cohen, « San Francisco Oracle, Human-Be-IN, History of the Haight-Ashbury », sur lucsala.nl, 2004 (consulté le 11 septembre 2010).
33. ↑  Barry Miles, p. 195-206.
34. 1 2  « Les babas (témoignage d'un hippie) », sur paris70.free.fr, 2003.
35. ↑  Bernard Plossu, Pourquoi n'êtes-vous pas hippie ?, La Palatine, 1970, p. 8 (ASIN B001D32BCS).
36. ↑  Barry Miles, p. 286-290.
37. ↑  « Allemagne - La révolte contre les pères », sur courrierinternational.com, 20 décembre 2007.
38. ↑  (en) Kryštof Zeman, Provo movement and it’s influence on the City of Amsterdam, 1998.
39. ↑  Niek Pas, La France des années 1968, Paris, Syllepse, 2008, 900 p. (ISBN 978-2-84950-15-66), Provos.
40. 1 2  Daniel Cohn-Bendit, Nous l'avons tant aimée, la révolution, coll. « Point Actuels », 1988, p. 47.
41. ↑  De jóvenes, bandas y tribus, Carles Feixa, 1998
42. ↑  (en) « Farmer With Soul:Max Yasgur », The New York Times,‎ 17 août 1969.
43. 1 2  (en) « Woodstock in 1969 », sur Rolling Stone, 24 juin 2004.
44. ↑  « Woodstock - Histoire de vétérans de la paix », sur liberation.fr, 15 août 2009.
45. ↑  « Larzac, trente ans de contestation : 1973 à 2000 », sur ouestfrance-ecole.com, 7 août 2003.
46. ↑  « Raja del Gorp – Vous voyez le topo », sur Vous voyez le topo (consulté le 10 octobre 2020).
47. ↑  Terral, Pierre-Marie, « « Gardarem lo Larzac » : de la dimension occitane de la lutte paysa… », Lengas. Revue de sociolinguistique, Presses universitaires de la méditerranée, no 69,‎ 18 juillet 2011, p. 93–116 (ISBN 978-2-84269-932-1, ISSN 0153-0313, lire en ligne, consulté le 10 octobre 2020).
48. ↑  « "Tous au Larzac", de Christian Rouaud », sur lemonde.fr, 15 avril 2011.
49. ↑  (en) Alex Kuczynski, « White Rabbit », New York Times,‎ 20 septembre 1998 (lire en ligne).
50. ↑  NY Times Reportage vidéo sur l'affaire
51. ↑  Il fait appel mais meurt avant la révision du procès : (en) Salli Stevenson, « A ship of fools : Interview de Jim Morisson », Le Circus,‎ hiver 1970 (lire en ligne, consulté le 6 septembre 2010).
52. 1 2  « Woodstock marque le début de la récupération de l'idéologie hippie, interview de Pierre Delanoy et Jean-Yves Reuzeau », sur lemonde.fr, 14 août 2009.
53. ↑  (en) « Rolling Stones Photo Galleries, Hell's Angels at Altamont par Al Barger (1969) », sur morethings.com.
54. ↑  « Qu'est-ce qu'un hippie ? », sur bille.ch, 2001.
55. ↑  Beyond the Missouri: The Story of the American West de Richard W. Etulai « well into the 70’s scattered hippie communes dotted california » + « the virtual demise of the hippie movement by the end of the 1970s »
56. ↑  « La Révolution hippie a-t-elle changé le monde? », Le passé composé, Cégep du Vieux Montréal, vol. 1, no 2,‎ avril 2000 (lire en ligne).
57. ↑  Les beaux jours de Summerhill, Le Monde, 20 février 2000
58. ↑  Cops=Pigs : « Pour manifester leur mépris de la politique, les manifestants avaient amenés un cochon qu'ils présentaient comme leur candidat, quand les forces de l'ordre tentèrent de les disperser, les porte-parole, s'adressant aux agents de police, dirent « Mais vous êtes les vrais porcs ! ». » L'expression circula et tout le monde se mit à chanter « Pigs, Pigs}. Les journaux reprirent l'expression en titre et elle se diffusa dans tout le mouvement ensuite.
59. ↑  Jerry Rubin, Do it! scénarios de la révolution, Seuil, 1973.
60. ↑  Rebels: Youth and the Cold War Origins of Identity Par Leerom Medovoi, p. 210
61. ↑  , Between Marx and Coca-Cola: Youth Cultures in Changing European Societies, de Axel Schildt, p. 61
62. ↑  Tout est bruit pour qui a peur, Pierre Albert Castanet, 1999
63. ↑  George Alexander Legman serait le créateur de la formule, lors d'une conférence à l'Université de l'Ohio. Love and death (and schmutz) : G. Legman's second thoughts Village Voice, p. 41-43.
64. ↑  "La Sardaigne, Le bijou caché de la mer Méditerranée" par Cynthia Rhéaume, le 17 décembre 2014 dans Le Journal de Montréal
65. ↑  "Gonflés à bloc" par Jean-Michel Selva, dans Sud-Ouest le 08/08/2013
66. ↑  Le monde hippie: de l'imaginaire psychédélique à la révolution informatique, Frédéric Monneyron, Martine Xiberras, Imago, 2008 « les hippies aménagent des ruines, des fermes, des squats, des villages, des quartiers entiers, comme Christiana à Copenhague »
67. ↑  A short history of Denmark in the 20th century, par Bo Lidegaard « the spirit of Christiania became synonymous with the hippy and squatter movements » p. 283.
68. ↑  « Que sont devenues les communautés hippies (en 2007) ? », sur arte.tv, 12 juillet 2007.
69. ↑  « La dernière communauté hippie en France (RTBF) », sur dailymotion.com, 2008.
70. ↑  (it) Maria Simonetti, « Il paradiso hippie? E' in Sardegna », sur espresso.repubblica.it, 2 octobre 2012 (consulté le 21 octobre 2015).
71. ↑  Les hippies avaient raison sur toute la ligne, San Francisco Chronicle, repris dans Courrier international no 894-895 du 20 décembre 2007.
72. ↑  « Le guide pratique du hippie écolo »(Archive.org • Wikiwix • Archive.is • Google • Que faire ?), sur liberation.fr, 17 août 2009.
73. ↑  Timothy Leary, Michael Horowitz, Vicki Marshall Chaos and Cyberculture, 1994.
74. ↑  (en) R. McIntosh, The Background of Ecology. Concept and Theory, Cambridge University Press, New York, 1985.
75. ↑  (en) John Bassett McCleary, The hippie dictionary : a cultural encyclopedia (and phraseicon) of the 1960s, Ten Speed Press, 2002 (présentation en ligne), p. 53 « Pendant l'ère hippie, le planning parental et les cliniques gratuites permettaient à ces options d'être plus accessibles au grand public ».
76. ↑  (en) Timothy Miller, The hippies and American values, University of Tennessee, 1991 (présentation en ligne), p. 64 « C'est la défense de la liberté de choix qui dominait : dès décembre 1968, une femme de la contreculture a commencé à écrire ce qui allait devenir la position du mouvement des femmes naissant ».
77. ↑  (en) University of South California, « The birth of the pill », sur scf.usc.edu (consulté le 14 octobre 2010), « Anthony Comstock was the early force behind restrictions on birth control. He was a devout Christian who believed that the majority of American society was becoming licentious due to the contraceptive industry. Comstock headed for Washington in 1872 to further his cause. In 1873, Congress passed the Comstock Act, which was aimed at stopping trade in "obscene literature" and "immoral articles." It also targeted information on birth control devices, sexually transmitted diseases, human sexuality, and abortion. » (”Anthony Comstock a été la force la plus ancienne derrière les restrictions sur le contrôle des naissances.  C'était un chrétien dévot qui croyait que la majorité de la société américaine devenait licencieuse à cause de l'industrie contraceptive.  Comstock alla à Washington en 1872 pour faire avancer sa cause.  En 1873, le Congrès a adopté le Comstock Act, qui avait pour but de mettre un terme au commerce de la « littérature obscène » et des « articles immoraux ».  Il ciblait également l'information sur les dispositifs de contrôle des naissances, les maladies sexuellement transmissibles, la sexualité humaine et l'avortement.  »).
78. ↑  (en) Vinay Rai, Think India, Penguin, 2007 (présentation en ligne) « Les hippies sont venus en Inde en masse, et des jeunes gens libérés, des filles autant que des garçons, étalaient leurs exemplaires du Kama Sutra, le manuel de l’amour illustré, qui leur offrait des discussions sur le baiser, les préliminaires, l’acte sexuel, l’art de courtiser, le mariage, et sa fameuse liste de 64 positions pour l’acte sexuel »
79. ↑  (en) Scott Miller, Let the sun shine in, Heinemann, 2003 (présentation en ligne)« Le Kama Sutra connectait l’amour et la spiritualité d’une manière que l’Occident ne pouvait comprendre mais que les hippies trouvaient révolutionnaire »,.
80. ↑  (en) Steven Lewis, A Hippies Guide to the Second Sixties, Quill Driver Books, 2008 (présentation en ligne), p. 85 « La culture sexuelle que décrit le Kama Sutra est très proche de celle des années 1960 et 80 ».
81. ↑  (en) Judson T. Landis et Mary G. Landis, Building a successful marriage : study of contemporary marriage, Prentice-Hall, 1977 (présentation en ligne), « During the 1960s the "hippie generation" rejected traditional marriage ».
82. ↑  Danielle Rozenberg, Tourisme et utopie aux Baléares : Ibiza, une île pour une autre vie, éd. L'Harmattan, 1990, [extrait en ligne]
83. ↑  Éric de Bellefroid, Les hippies au pouvoir, in La Libre Belgique, 11/08/2004, article en ligne
84. ↑  Marie-Claire Rouyer, Le corps dans tous ses états, Presses Universitaires de Bordeaux, 1995, 272 p. (ISBN 9782867811678, lire en ligne), p. 112.
85. 1 2  « Blog de Michael Phillips, fondateur de MasterCard et auteur de 12 livres sur le commerce, qui fait l'inventaire de l'influence du mouvement hippie sur le monde occidental », sur phillips.blogs.com, 5 janvier 2006.
86. 1 2  (en) Rory MacLean, Magic Bus : On the Hippie Trail from Istanbul to India, Ig Publishing, 2009 (présentation en ligne), « Hundreds of thousands of young westerners in search of enlightenment blazed the “hippie trail” that ran through Turkey, Iran, Afghanistan, Pakistan, India, and Nepal » (« Des centaines de milliers de jeunes occidentaux en quête d'illumination ont ouvert la « piste hippie » qui traversait la Turquie, l'Iran, l'Afghanistan, le Pakistan, l'Inde et le Népal »).
87. ↑  (en) David Tomory, A Season in Heaven, HarperCollins Publishers Ltd, 1996, p. 37 témoignages de l'expérience spirituelle sur l'Overland Trail.
88. ↑  Jack Kerouac, On the Road.
89. ↑  MacFarlane, The hippie narrative, p. 49.
90. ↑  Aldous Huxley, Les Portes de la perception, p. 29.
91. ↑  (en) « Discovery of LSD sur le site de la Hofmann Fondation », sur hofmann.org, 1999 (consulté le 13 septembre 2010).
92. ↑  Monneyron et Xiberras, Le Monde hippie.
93. ↑  (en) David Rey Echt, Messenger from the Summer of Love : A spiritual journey, Robert D. Reed Publishers, 2001, 194 p. (ISBN 978-1885003751).
94. ↑  Voir (en) Stephen Gaskin, This Season's People : A Book of Spiritual Teachings, Book Publishers, 1978 (ISBN 978-0913990056).
95. ↑  (en) Stuart Ward, Strange days indeed : Memories of the Old World, Desert Sage books, 2007, 468 p. (ISBN 978-0977175413, lire en ligne).
96. ↑  Roland Barthes, « Un cas de critique culturelle », Communications, no 14,‎ 1969, p. 97-99 (lire en ligne).
97. ↑  « Vivre nu » dans l'émission Temps présent du 14 septembre 1972 par Yvan Butler
98. ↑  Mariïa Mayertchyk, « L'androgynie : inversion des sexes et des rôles dans les rituels du cycle familial », Ethnologie française, vol. 34,‎ février 2004, p. 254.
99. ↑  « Tenues vestimentaires du hippie américain (chapitre 2 du livre de Julie Chabloz) », sur bille.ch, 2001.
100. ↑  « The Beatles Hippy hippy shake », sur you tube, 16 août 2009, enregistrement de 1962 au star-club à hamburg (consulté le 2 août 2023).
101. ↑  Olivier Renault, « Quarante ans après, 500 000 personnes à Woodstock… en Pologne », sur rue89, nouvelobs.com, 7 août 2009.
102. ↑  De la misère en milieu hippie, Ken Knabb, groupe Contradiction, 1972.
103. ↑  (en) Kelly Fisher, The Words and Music of Frank Zappa, University of Nebraska Press, 2007 (lire en ligne).
104. ↑  Jean-Francois Convert, « Pourquoi "Sgt. Pepper" des Beatles est LE chef-d'œuvre pop-rock du siècle », sur francetvinfo.fr, 24 mai 2017 (consulté le 11 mai 2021).
105. ↑  « 5.3. Les hippies d'aujourd'hui », sur bille.ch, 2001.
106. ↑  « Contre-culture et culture globale (1/2) : travellers, punks, néo-hippies - la route comme horizon et comme dissidence », sur franceculture.fr, 30 mai 2010.
107. ↑  « Comment être tendance tout l'été en 7 leçons », sur auféminin.com.
108. ↑  (de) « Burg-Herzberg-Festival », sur burgherzberg-festival.de, 12 avril 2011.
109. ↑  (de) « Freaks, Hippies und Blumenkinder - BILDERSERIE vom Herzbergfestival », sur osthessen-news.de, 22 juillet 2006.
110. ↑  (en) « Counterculture 'Rainbow Family' gathers in California forest to promote world peace », sur signonsandiego.com, 3 juillet 2004.
111. ↑  (en) Michael I. Niman, People of the Rainbow : A Nomadic Utopia, University of Tennessee Press, 1997 (présentation en ligne), « Babylon: The world outside of the Gathering. `Mainstream' or `mainline' society; the `straight' world (From the Book of Revelations, via Rastafari). ».
112. ↑  (en) Skip Stone, Hippies From A to Z : Their Sex, Drugs, Music and Impact From the Sixties to the Present, Hip, 1999 (présentation en ligne), « The following is a list of places where there exists a sizable hippy population, where there is tolerance towards hippies, where hippies are free to pursue their lifestyle with community support. »(« Ce qui suit est une liste d'endroits où il existe une population hippie importante, et où il y a une tolérance envers les hippies, où les hippies sont libres de poursuivre leur mode de vie avec le soutien de la communauté.  »).
113. ↑  (en) « Oregon Country Fair homage to hippies and the Sixties now in 2011 », sur huliq.com, 7 juillet 2011.
114. ↑  (en) Timothy Miller, The hippies and american values, The University of Tennessee, 1991 (présentation en ligne), p. 66 « La Sexual Freedom League (SFL) avait une orientation hip, se moquant de « (…) lois sur le sexe démodées, et de la continuité d'une morale hypocrite et de l'absence d'éducation sur le sujet du sexe ». Au début, le souhait de la SFL était de « répandre de nouvelles idées et des concepts vivants » (…) Bien que cette orientation ait été fondée dans l'élan spontané des hippies, elle commença à intéresser beaucoup de monde en dehors de la contreculture ».
115. ↑  Enquête parue dans le Hartford Courant du 12 août 1973, citée dans Edward Shorter, Naissance de la famille moderne, Points histoire, p. 145.
116. ↑  (en) Timothy Miller, The hippies and American values, University of Tennessee, 1991 (présentation en ligne), p. 130 « Une nouvelle attitude à l’égard du sexe se répandait. La sexualité avant le mariage était plus ouvertement et généralement répandue […] les homosexuels ont commencé à affirmer leurs droits pour la première fois et des sondages comme celui de Gallup en 69 […] on pourrait dire que tout cela serait arrivé sans les hippies […] mais la contreculture a joué un rôle important dans le fait de rendre populaire cette liberté ».
117. ↑  « Greenpeace, des hippies au lobby », sur Ecorev, revue critique d'écologie politique, 3 mai 2006 (consulté le 22 septembre 2010).
118. ↑  « The Farm », premier écovillage aux États-Unis dans (en) « Eco-villages: hippy town, or way of the future? », sur G magazine, 16 février 2009 (consulté le 22 septembre 2010).
119. ↑  Carlo Rovelli (trad. de l'italien), Helgoland : le sens de la mécanique quantique, Paris/61-Lonrai, Flammarion, 2021, 265 p. (ISBN 978-2-0815-2207-7), p. 74.
120. ↑  (en) David Kaiser, How the Hippies Saved Physics : Science, Counterculture, and the Quantum Revival, W. W. Norton, 2011, 372 p. (ISBN 0393076369, présentation en ligne).
121. ↑  The Utopian.
122. 1 2  (en) « The Flowering of The Hippies par Mark Harris (The Atlantic Monthly) », sur theatlantic.com/, septembre 1967.
123. ↑  (en) « Hippies, an abortion of socialisme » [PDF], sur worldsocialism.org, décembre 1999.
124. ↑  Cité dans (en) « Cashing in on the 60s », The Guardian,‎ 27 mai 2007 (lire en ligne) - Repris dans Thatcher, héritière des hippies, Courrier international, no 894-895.
125. ↑  (en) Timothy Stanley, « The Long Haired Conservatives: the Children of '68 Reconsidered », The Utopian,‎ 14 mai 2008 (lire en ligne).